# Pedro Weingärtner
Pedro Weingärtner (Porto Alegre, 26 de julio de 1853-Porto Alegre, 26 de diciembre de 1929) fue un pintor, dibujante y grabador brasileño.
Hijo de inmigrantes alemanes, probablemente fue introducido en el arte por su padre, que era un dibujante aficionado. A los 24 años decidió dedicarse a la pintura y fue a estudiar a Europa por su cuenta. Después de algún tiempo pasó a ser financiado por el emperador Pedro II de Brasil. Pasó varios años asistiendo a academias famosas y recibiendo la orientación de distinguidos profesores. Después de terminar su preparación, instaló un atelier en Roma, aunque viajaba frecuentemente a Brasil, donde realizó muchas exposiciones y se hizo famoso, siendo considerado uno de los mejores pintores brasileños en actividad. En sus últimos años se instaló en Porto Alegre, pero comenzó a enfrentarse a la competencia de pintores de la nueva generación, inclinados hacia la estética modernista.

## Vida

### Primeros años
Era hijo de los inmigrantes alemanes Inácio Weingärtner y Angélica Schäfer. Su padre apreciaba el arte y dibujaba como aficionado, transmitiendo su gusto a sus cinco hijos y dos hijas. Sus hermanos Inácio Junior, Miguel y Jacob se tomarían el arte en serio y se dedicarían a la litografía, y con toda probabilidad Pedro fue iniciado en las artes gráficas por Inácio Junior, que tenía ocho años más y había sido alumno de un respetado litógrafo alemán afincado en Porto Alegre, Augusto Lanzac von Chanac, manteniendo posteriormente su propio taller gráfico que ganó fama en la ciudad, en el que producía todo tipo de ilustraciones y estampas, incluyendo retratos y paisajes urbanos. El escritor Walter Spalding mencionó, basándose en información transmitida por la viuda del pintor, que habría recibido lecciones de dibujo de Araújo Guerra, un habilidoso caricaturista portugués, pero esto parece poco probable, ya que solo hay registros de su presencia en la ciudad desde 1880. El periodista y escritor Aquiles Porto-Alegre dijo que Pedro asistió al atelier del pintor Delfim da Câmara, aunque no se sabe si fue como aprendiz o como mero visitante.
Después de la muerte de su padre en 1867, tuvo que buscar empleo para ayudar a su numerosa familia. Consiguió un trabajo en Ferragem Rech y por su dedicación se ganó la confianza del patrón y empezó a cobrar un gran salario, pero la jornada laboral era larga y no le permitía practicar sus dotes artísticas salvo por la noche, en horas que le robaba al sueño. Angelo Guido, su primer y principal biógrafo, dijo que detestaba ese trabajo y por eso, en 1877, enfermó gravemente. Se trasladó al campo donde, bajo el cuidado de la familia alarmada por su estado, en pocos meses recuperó la salud, habiendo pasado todo este tiempo dedicado al dibujo y la pintura. Más tarde reconocería que la enfermedad fue providencial, permitiéndole reconocer de manera inequívoca su verdadera vocación.

### Estudios en Europa

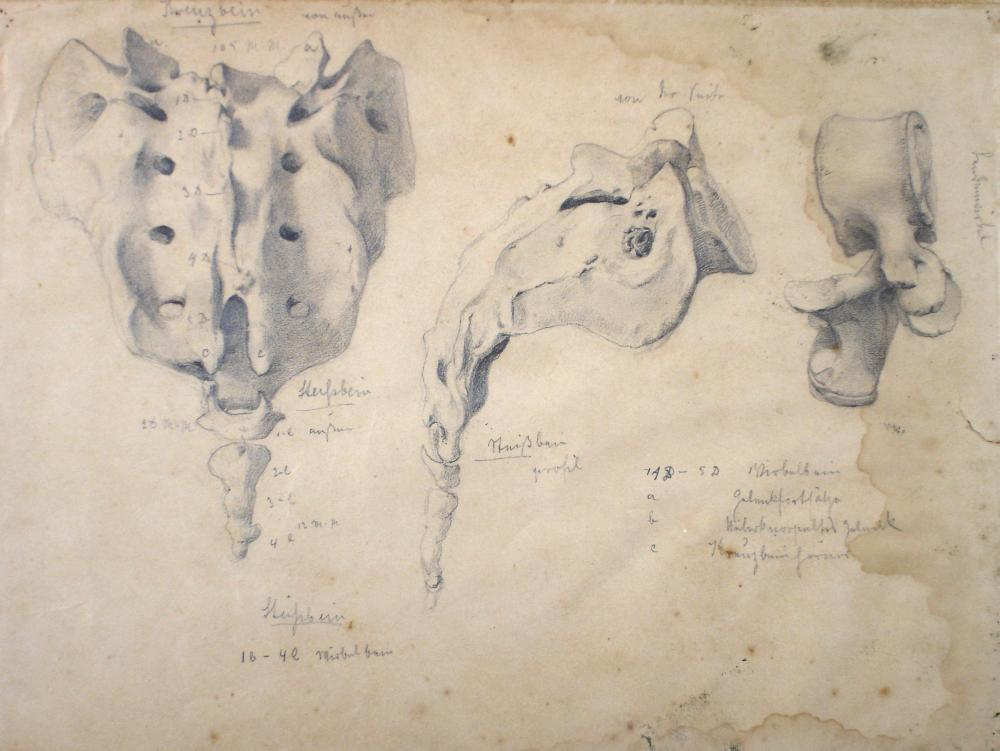
Estudios anatómicos. Lápiz sobre papel. 24 x 32,5. Pinacoteca Barão de Santo Ângelo del Instituto de Artes/UFRGS.

El 12 de febrero de 1878, reuniendo sus ahorros y enfrentando una fuerte resistencia familiar, partió hacia Europa, con el fin de obtener una formación académica en el Liceo de Artes y Oficios de Hamburgo. Pero no se quedó allí, dirigiéndose en octubre del mismo año a Karlsruhe, para ingresar en la Academia de Arte Gran Ducal de Baden dirigida por Ferdinand Keller. En esta prestigiosa escuela estudió con Theodor Poeckh y posiblemente también con Ernst Hildebrand, y debe haber recibido la influencia del propio Keller. Según un certificado de asistencia emitido por la escuela, «tuvo muchos progresos».
Tras el traslado de Hildebrand a Berlín en 1880, abandonó la escuela y le siguió, matriculándose el 12 de octubre en la Real Academia de las Artes de Prusia, donde comenzó su formación en pintura al óleo. Sus primeros paisajes datan de este período, y sus avances ya eran lo suficientemente significativos como para poder enviar algunas obras a la Exposición Brasileño-Alemana de Porto Alegre. La influencia de sus maestros alemanes se revela en su amor por el detalle, por su obra miniaturista y por su dedicación a la pintura de género entonces en boga, con un estilo realista y temática poética y sentimental de la cotidianidad popular. Otros pintores que pudieron haber dejado una huella en su producción fueron los románticos alemanes de principios del siglo como Adrian Ludwig Richter y Ferdinand Waldmüller, y sus contemporáneos como Hans Thoma, Carl Theodor von Piloty, Franz von Defregger, Max Liebermann y Emil Schindler.
En este punto su situación financiera comenzó a complicarse, sus ahorros se agotaron y, al parecer, la familia no estaba en condiciones de ayudarlo. Sin poder mantenerse a sí mismo, decidió conseguir un trabajo como fotógrafo y abandonar la pintura. La situación se revirtió temporalmente mediante una pequeña pensión que le ofrecieron sus amigos brasileños Martin Bromberg, Jacob Koch y Bartolomeu Sesiani, ricos comerciantes en viaje de turismo con los que se encontró por casualidad, y con esta ayuda pudo continuar sus estudios.

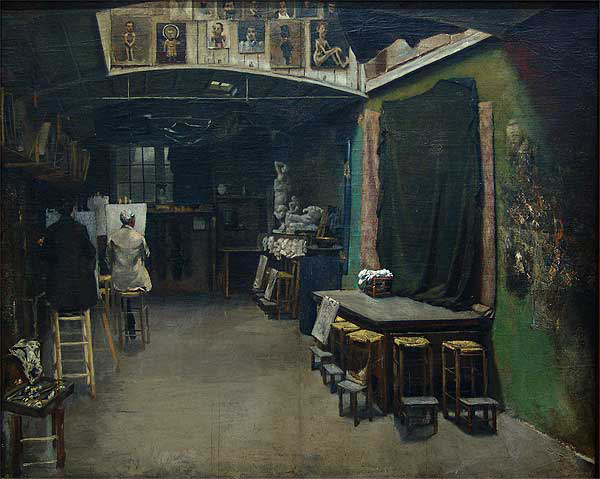
Atelier na Academia Julian. c. 1882. Óleo sobre tela. 61,2 x 78,2 cm. Museo de Arte de Río Grande del Sur Ado Malagoli.

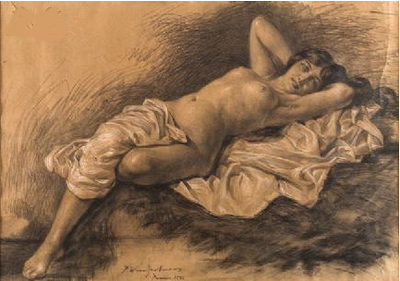
Nu recostado (1883). Carboncillo y pastel. 40,5 x 57,5 cm.

En 1882 se fue a París, Francia, donde estudió en la Academia Julian con Tony Robert-Fleury y William-Adolphe Bouguereau, artistas de enorme fama que se mantuvieron fieles a la tradición académica en plena efervescencia del surgimiento de las vanguardias premodernistas, como el impresionismo. En París se disciplinó en el estudio del desnudo —motivo muy estimado por el público francés y considerado obligatorio para que un artista demuestre su competencia— y entró en contacto más profundo con la tradición clásica, que se refleja en obras de carácter historicista inspiradas en temas de la antigüedad. También allí debió haber sido iniciado en la técnica del grabado en metal.
En 1883, nuevamente en la pobreza, se vio obligado a abandonar la Academia Julian. Para poder completar su formación, el 13 de abril solicitó una pensión al emperador Pedro II de Brasil que, mediante la intervención del barón de Itajubá, embajador de Brasil en París, reforzada con un certificado que proporcionó Bouguereau, le fue otorgada en enero del año siguiente, por valor de trescientos francos.

### Madurez y fama

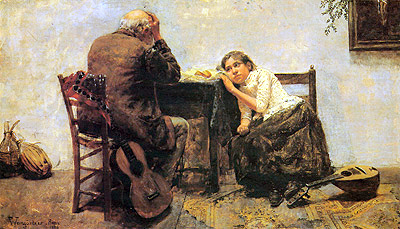
Má colheita (1889). Óleo sobre tela. 24 x 40,0 cm.

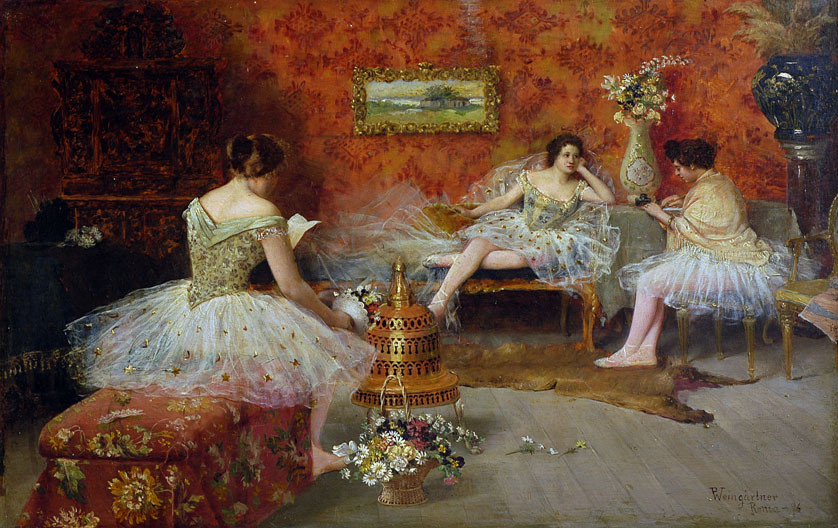
Bailarinas (1896) Óleo sobre tela. 23,0 x 36 cm. Pinacoteca Barão de Santo Ângelo del Instituto de Artes/UFRGS.

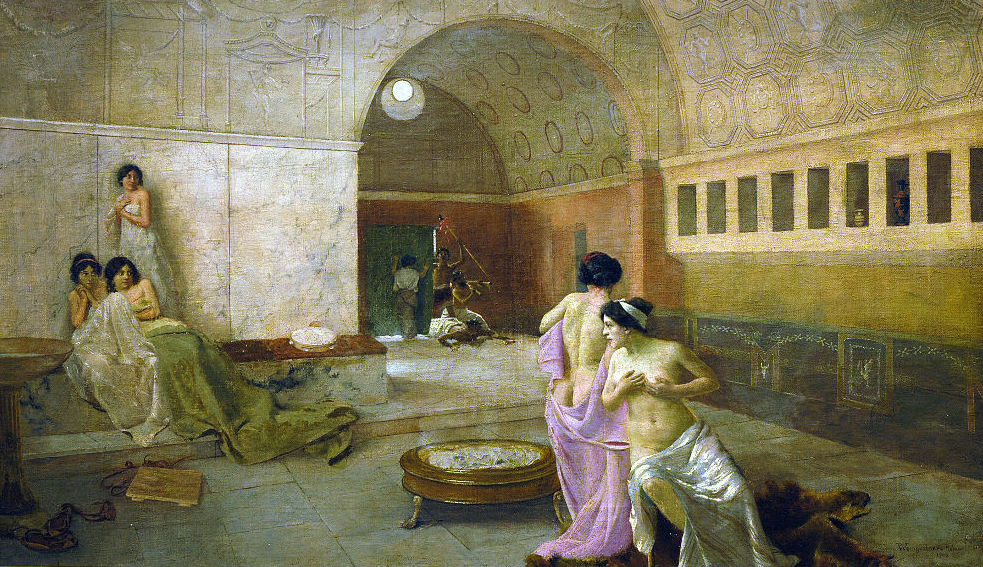
No caldarium (1900) Óleo sobre tela. 34 x 64 cm.

En 1884 participó en su primer salón en la Academia Imperial de Bellas Artes, en la ciudad de Río de Janeiro, al que envió dos retratos, uno de Fray Caetano de Troyana  y otro del Káiser Guillermo I de Alemania, así como cinco estudios de cabezas que había realizado en Berlín que, si bien no le otorgaron mucha notoriedad, al menos justificaron su pensión ante los ojos del gobierno brasileño.
Al año siguiente realizó una gira por el Tirol, instalándose en Mayrhofen, donde, a modo de experimento, realizó obras inspiradas en el impresionismo con tipos de paisajes locales, pero al final eligió deliberadamente seguir su índole académica, enfatizando el carácter realista de sus composiciones. Luego visitó Múnich, en ese momento el centro más dinámico de la cultura alemana, donde tomó clases con Carl Piloty. El viaje no fue largo, debido a los términos de su contrato de pensión, y en 1886 se fue a Roma, donde en 1887 abrió un atelier en Villa Strohl Fern, una mansión con un centenar de talleres de alquiler a los que asistieron muchos artistas que se harían famosos, como Iliá Repin, Emil Fuchs y Mijaíl Vrúbel.
Tras su instalación, ya ausente de Brasil durante muchos años, solicitó al emperador autorización para una visita de seis meses a su tierra natal. Llegó a Porto Alegre en agosto de 1887 y fue recibido con una fiesta en un barco lleno de amigos y admiradores. Aunque estaba de vacaciones, pintó varios retratos que causaron una impresión muy positiva y mostró obras traídas de Europa, logrando muy pronto una crítica y un público unánime, y siendo objeto de varias notas y artículos en la prensa. Debido a los compromisos adquiridos salió de Porto Alegre en noviembre rumbo a Río de Janeiro, donde realizó su primera exposición individual en febrero de 1888 presentando diez obras. El crítico de arte Oscar Guanabarino lo consideraba el pintor más destacado de Brasil. Aprovechó su estancia en la ciudad para visitar al emperador, con el fin de expresarle su gratitud por la asistencia recibida. Durante el encuentro, el monarca mostró su admiración por el cuadro Direitos documentados que vio en una fotografía llevada por el artista. Informado de que la obra le había sido enviada desde Europa como regalo, dijo que nunca había llegado a sus manos. Weingärtner finalmente descubrió que había sido retenida en la aduana y, al no ser reclamada, había sido puesta en subasta, e hizo todo lo posible para localizarla y recuperarla del adquirente. El caso fue ampliamente comentado por la prensa y atrajo a una gran audiencia adicional para la exposición que estaba en marcha.
Terminadas sus vacaciones regresó a Roma, donde inició un período particularmente fértil de su carrera, trabajando incansablemente y visitando lugares de interés histórico y artístico, como ruinas, museos y monumentos, siendo especialmente atraído por el aura fascinante de Pompeya y Herculano, que alimentaron su amor por la antigüedad y le abrieron un nuevo repertorio de motivos y modelos formales. Roma, aunque ya no era el foco de la vanguardia artística europea como lo había sido durante siglos, seguía siendo un gran polo cultural elegido como hogar de otros importantes artistas brasileños en formación, como Zeferino da Costa y Henrique Bernardelli con quienes mantuvo contacto, y allí pudo haber recibido influencia de los académicos realistas Giacomo Favretto, Nino Costa —del grupo In Arte Libertas— y sobre todo de Domenico Morelli, en ese momento el representante italiano más destacado de esta escuela. Su estudio, como señaló el artista y crítico de arte Adalberto Pinto de Mattos (Ercole Cremona), «era un verdadero depósito de cosas artísticas metódicamente agrupadas; pieles raras de animales de tierras lejanas le daban un toque de nostalgia al ambiente... En ese ambiente vivía el pintor, trabajaba desde el sol al sol». Pasaba los veranos en el pueblo de Anticoli Corrado, en compañía de su amigo, el pintor español Mariano Barbasán, disfrutando del paisaje luminoso y colorido de la región, que aparece en varias obras con un diseño más libre y colores más vibrantes, donde parece apreciarse más la pura materialidad de la pintura. Hasta 1920 quedaría dividido entre Italia y Brasil, realizando muchos viajes y varias exposiciones individuales y colectivas, vendiendo generalmente bien, a veces los lotes completos de sus exposiciones individuales.

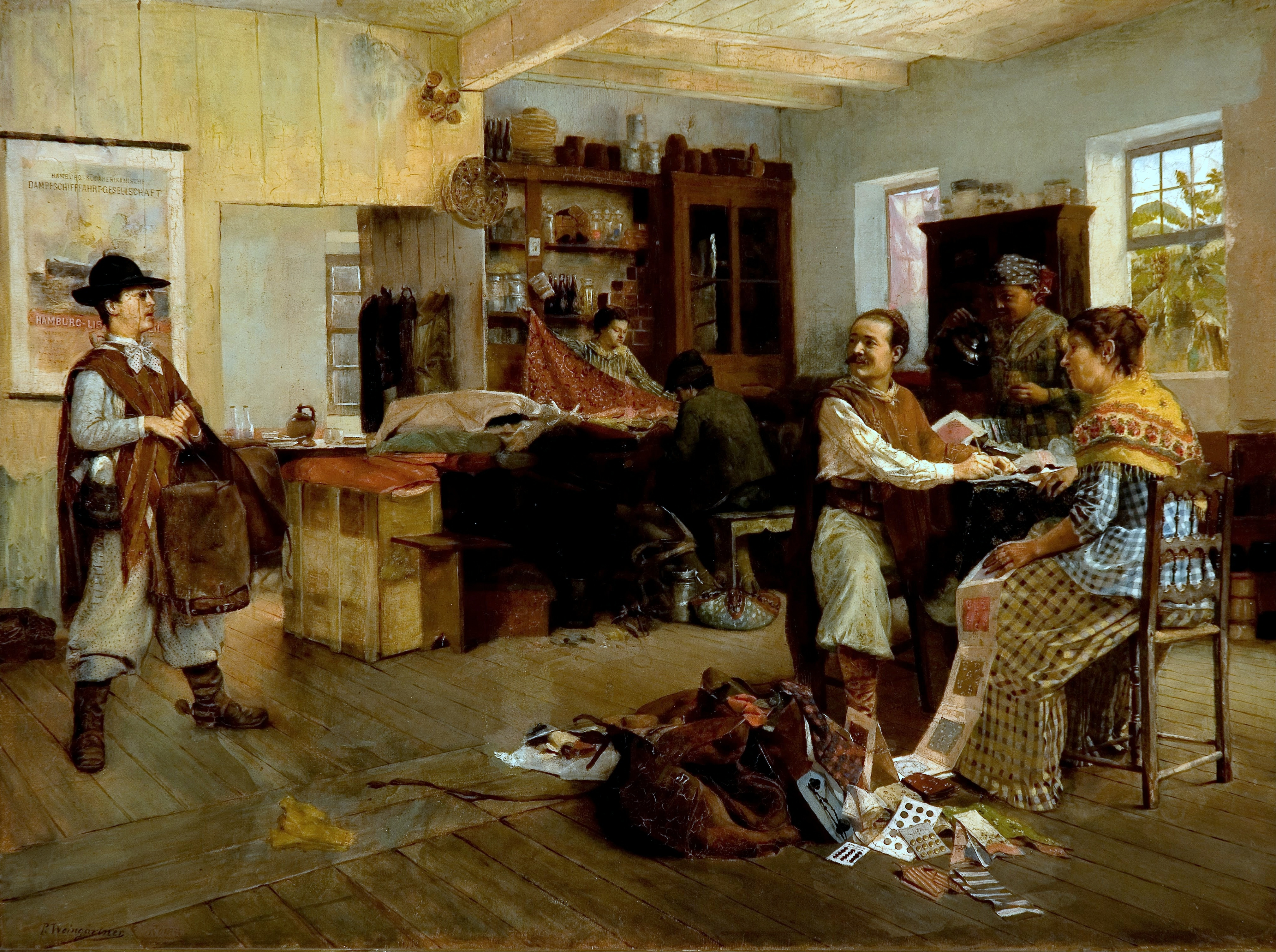
Chegou tarde! (1890) Óleo sobre tela. 74,5 x 100 cm. Museo Nacional de Bellas Artes

En 1891, ya en Brasil, fue contratado como profesor de dibujo figurativo en la Escuela Nacional de Bellas Artes, en Río de Janeiro, pero pasaba sus vacaciones en el sur, donde profundizó su interés por los aspectos típicos de las regiones de colonización alemana e italiana que ya había comenzado a abordar en Europa hacía unos años. De este período son las obras Tempora mutantur (1889), Chegou tarde! (1890), Fios emaranhados (1892) y Kerb (1892). En 1893, año en el que renunció a su cargo en la Escuela Nacional, fue incluido en la representación brasileña para la Exposición Universal de Chicago, e hizo una gira por el interior de Río Grande del Sur y Santa Catarina, documentando la Revolución Federalista y tomando apuntes para una serie de obras dedicadas a la temática gauchesca, que ocuparían un lugar destacado en su posterior producción.
En 1896 estaba nuevamente en Italia, trasladando su atelier a la Associazione Artistica Internazionale, en la Via Margutta, una academia que concentraba a los brasileños que estudiaban en la ciudad y que atraía a muchos extranjeros notables como Mariano Fortuny, Arnold Böcklin y Franz von Lenbach, y era también una especie de club social donde se organizaban veladas y fiestas. El dinámico grupo que lo frecuentaba posiblemente haya influido en Weingärtner. Allí recibió una honrosa y especial invitación para exponer en el salón de la Escuela Nacional, realizada por el Consejo Superior de Bellas Artes de la República de Brasil. Solo otros tres artistas recibieron una distinción similar: el brasileño Zeferino da Costa y los franceses Puvis de Chavannes y Auguste Rodin, lo que indica el prestigio del que gozaba. Lo mismo, se sabe, ocurría en Italia, habiéndose ganado la estima de la aristocracia romana y del propio papa León XIII. Su taller se había convertido en un punto de encuentro de personalidades; el presidente brasileño Campos Sales, cuando se encontraba de visita en la capital italiana, era uno de ellas.

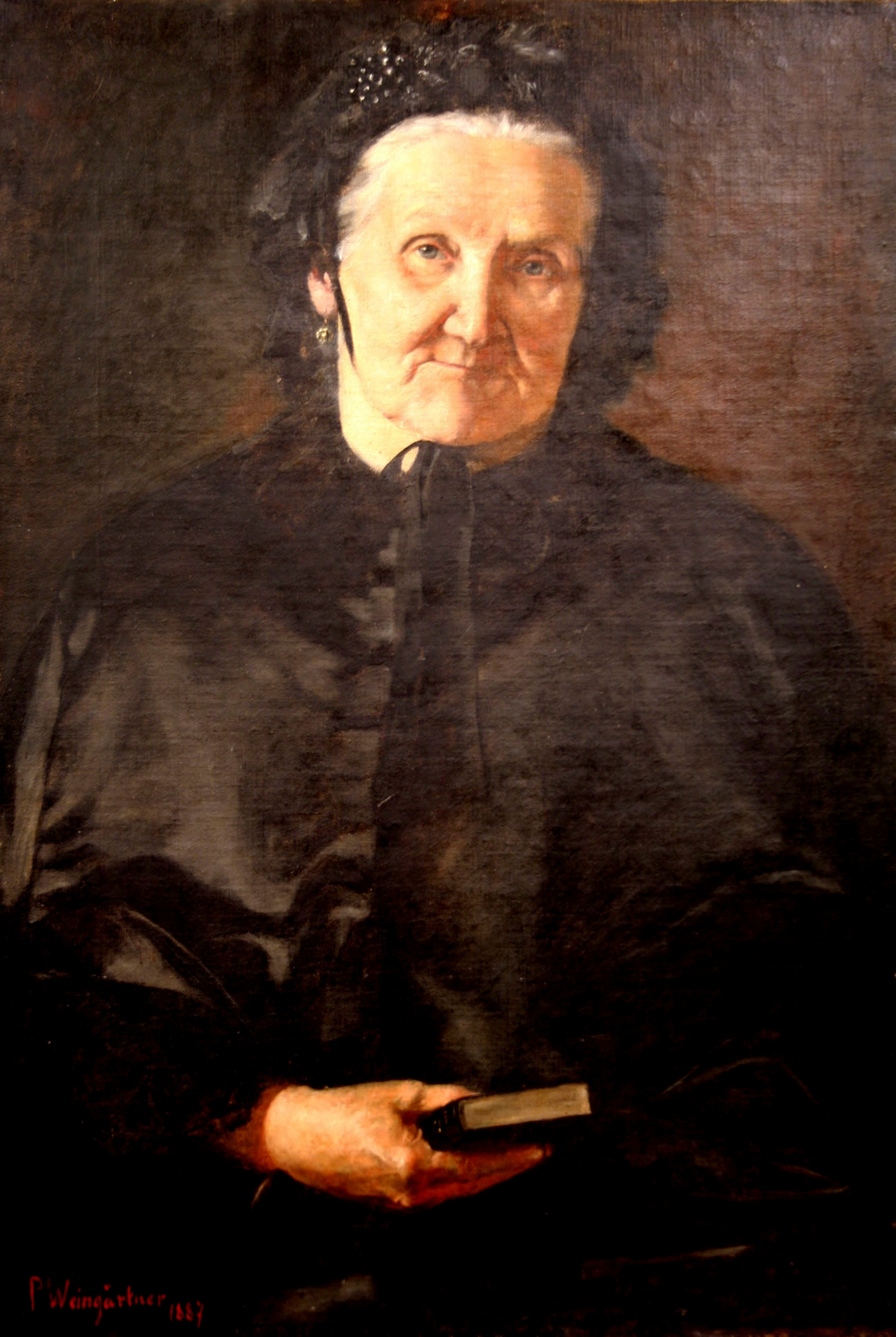
Retrato de minha mãe (Angélica Schäfer). Óleo sobre tela. 66 x 45,5 cm. Museo Nacional de Bellas Artes, Río de Janeiro.

1897 estuvo marcado por la noticia de la muerte de su madre. Entre este año y 1898 realizó dos de sus exposiciones más aplaudidas en Porto Alegre, en una de ellas vendiendo la obra Tempora mutantur al gobierno, que fue instalada en el salón principal del Palacio Piratini. Participó en la Exposición Universal de París en 1900 y ese mismo año regresó a Brasil; pintó retratos en Porto Alegre e hizo su primera exposición en São Paulo, con excelente receptividad; tres obras fueron adquiridas por Campos Sales para ofrecérselas al presidente argentino Julio Roca, en visita oficial. El diario Correio Paulistano calificó su imaginación de «poderosa y brillante», entre otros elogios, pero también relató que algunos modernistas ya comenzaban a criticarlo como un «convencionalista nebuloso». En marzo de 1902 se fue a Roma para otro período de trabajo, pero continuó enviando lienzos regularmente a Brasil. En esta época debió de iniciar su serie de grabados en metal, siendo uno de los primeros brasileños en dedicarse a esta técnica.
Regresó a Porto Alegre en 1905 para recuperarse de un agotamiento por actividad excesiva y regresó a Italia en 1906. En 1909 se enfrentó a una inesperada ola de fuertes críticas cuando presentó su lienzo Rodeio, que fue visto por el público de Porto Alegre como una falsificación de las verdaderas características de los gauchos, un caso aislado en su carrera pero que lo dejó bastante conmocionado. En ese momento, por consejo de Joaquim Nabuco, de quien se había hecho amigo, viajó a Portugal, donde en medio de pintorescos paisajes esperaba olvidar el lamentable incidente, aparentemente con buen resultado, porque sus obras portuguesas tienen colores vibrantes y una atmósfera bucólica.

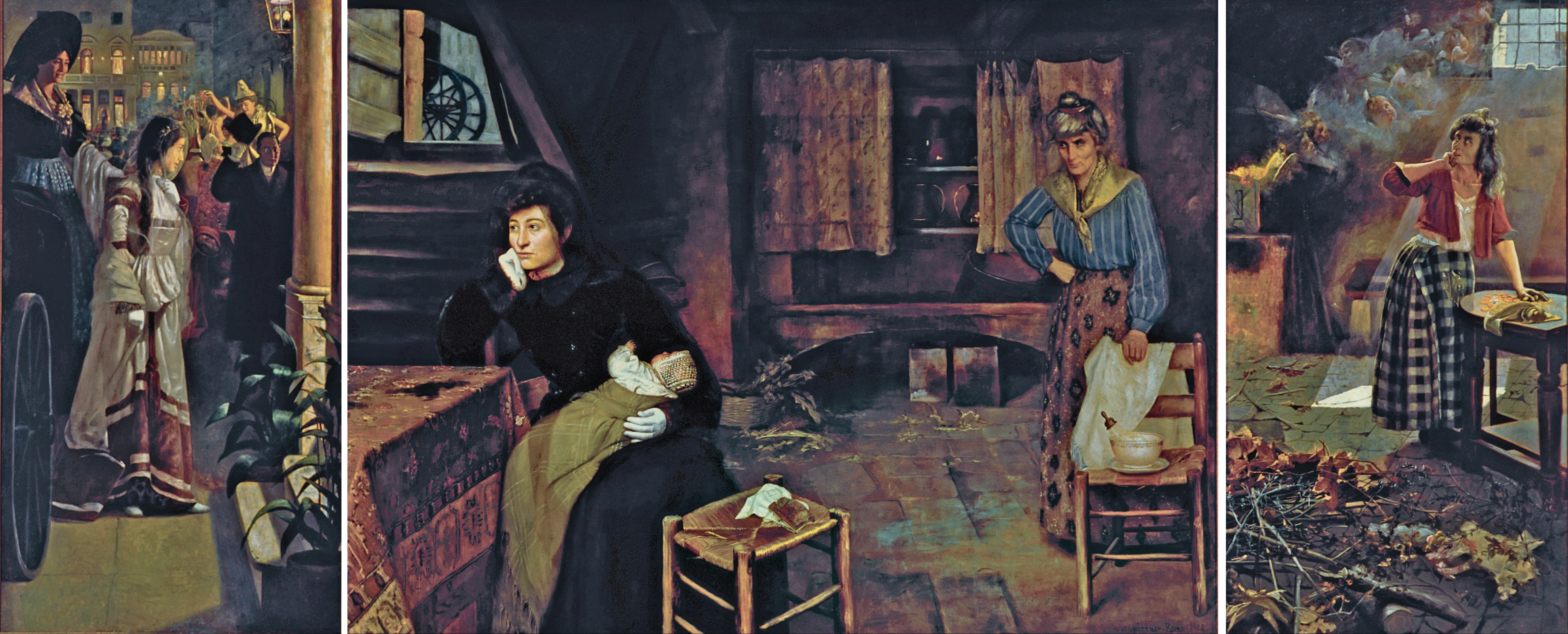
A fazedora de anjos (1908). Óleo sobre tela. 151 x 375. Pinacoteca del Estado de São Paulo.

En 1910 se dirigía nuevamente hacia el sur, pero de paso por São Paulo realizó otra importante exposición con una cincuentena de lienzos —muchos de temática portuguesa— recibidos efusivamente por críticos y coleccionistas que los compraron todos. Entre ellos se encontraba A fazedora de anjos, que causó sensación y fue adquirido por la Pinacoteca del Estado de São Paulo, aunque trataba un tema lúgubre y atípico en su obra, el infanticidio.

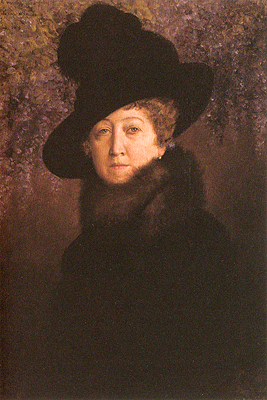
Retrato de Elisabeth Schmitt, la esposa del artista. (1918) Óleo sobre tela. 41,8 x 28,5 cm. Museo Nacional de Bellas Artes.

Llegó a Porto Alegre a finales de año y en 1911 se casó con Elisabeth Schmitt, a quien había conocido en 1892. El artista dijo que recién en ese momento, con una situación económica estable y cómoda, se sintió seguro para asumir esta gran responsabilidad. Al año siguiente, regresó a São Paulo para exhibir 46 pinturas. En 1912 estaba de nuevo en su atelier en Roma, pero no permaneció allí mucho tiempo. Angelo Guido dijo que el pintor estaba en crisis:

Había llegado a uno de esos puntos críticos en la vida del artista, que aun siendo de plenitud, es al mismo tiempo el que puede representar la imposibilidad de ir más allá o continuar el ascenso.

De hecho, en 1913 regresó a Brasil. De paso por Río de Janeiro expuso varias obras, con excelente repercusión, y en Porto Alegre participó en la fundación del Centro Artístico, asociación que tenía como objetivo desarrollar el gusto por las artes en el estado. Seis meses después de su llegada, presentó, en una exposición organizada por el Centro, 33 nuevas pinturas que retrataban los hábitos y personajes típicos del estado, pero ya no tanto de inmigrantes y vendedores viajeros, sino que se centró en los gaudérios do pampa (gauchos), un tema inédito en la pintura brasileña, vendiendo quince lienzos. Aun así, no abandonaría otros temas que antes le eran queridos. En 1920 dejó para siempre a Europa y se instaló definitivamente en la capital del estado.

### Últimos años
Instaló un atelier en su casa y, a pesar de su avanzada edad, todavía se sentía vigoroso, continuando su producción artística a un ritmo intenso. Trabajó en varios temas, pero en esta etapa prestó especial atención a los paisajes, retratando los escenarios de diferentes localidades del estado. Continuó exponiendo regularmente en Porto Alegre y en el centro del país y, como siempre, fue recibido favorablemente. Pero poco a poco fue sintiendo el peso de los años. Comenzó a experimentar algunas dificultades motoras y su visión se debilitó; apenas viajaba.
En 1925, siempre fiel a su estética académica, realizó su última exposición en Porto Alegre que tuvo poca receptividad. Los tiempos cambiaban; se gestaba un nuevo modelo de civilización y cultura, y su estilo ya sonaba a anacronismo. Después de eso, Weingärtner ya no fue visto en público. En 1927 sufrió un accidente cerebrovascular que lo dejó hemipléjico y mermó gravemente su lucidez y su memoria. Murió el 26 de diciembre de 1929.

## Contexto

### El academismo europeo y su influencia en Brasil
La obra de Pedro Weingärnter se inserta perfectamente en el panorama de la pintura brasileña a finales del siglo XIX. Este panorama estuvo determinado por las convenciones del academicismo, que en este período constituyó una mezcla ecléctica de tendencias neoclásicas, románticas, naturalistas y realistas. El centro dinámico de la pintura nacional fue la Academia Imperial de Bellas Artes, auspiciada por el propio emperador como agente importante en su programa nacionalista de modernización y unificación de Brasil para su digna inserción en un nuevo orden capitalista internacional, y que en la república fue reestructurado sin cambios esenciales, como la Escuela Nacional de Bellas Artes. Allí impartieron clases muchos de los pintores más destacados, irradiando un modelo estético y pedagógico que influyó en todo el país e inspiró la creación de varias academias regionales, como el Instituto Libre de Bellas Artes de Porto Alegre. La Academia Imperial, aunque siempre atravesaba crisis por la falta de condiciones para su pleno funcionamiento y por muchos desacuerdos internos, estableció el estándar de todo lo mejor del arte producido en Brasil hasta finales del siglo XIX, privilegiando especialmente la pintura sobre otras artes, formando una colección que hoy ornamente al Museo Nacional de Bellas Artes y otras instituciones, sentando una sólida base teórica y un método pedagógico adecuado a los nuevos tiempos y ayudando a formar un mercado; y su sucesora, la Escuela Nacional, fue capaz de absorber las lecciones del propio modernismo para continuar teniendo una gran influencia hasta la década de 1930 por lo menos. Su círculo ampliado incluyó a un sinnúmero de otros artistas nacionales y extranjeros, coleccionistas e interesados en el arte. La Academia Imperial fue también el principal objetivo de las críticas al antiguo sistema cuando el modernismo llegó a prevalecer.
El hecho de que Weingärtner no fuera estudiante de la Academia Imperial es irrelevante para la comprensión de su producción y su inserción en la vida artística brasileña, ya que las academias a las que asistió en Europa trabajaban en la misma línea y, de hecho, la institución nació exactamente a imitación del modelo importado. Participó en numerosas salas generales de las dos academias e incluso impartió clases de dibujo en la segunda, lo que solo confirma su perfecta adaptación al sistema nacional y la identidad ideológica entre las escuelas brasileñas y las extranjeras.
Las academias impartían una formación superior, sistemática y profesional, con un fuerte énfasis en la perfección técnica y en una correcta descripción de la naturaleza y la figura humana, requiriendo varios años de estudios preparatorios para calificar. En la disciplina académica, el dominio del dibujo fue fundamental, siendo el punto de partida para la realización de cualquier trabajo, en cualquiera de las diversas técnicas de las artes visuales. Aunque no se conocen detalles de cómo se formó ni cómo se desempeñó como profesor de dibujo en la Escuela Nacional (Angelo Guido apenas menciona el tema, solo dice que cumplía con sus deberes y no le gustaba el trabajo, y Athos Damasceno solo menciona que fue «competente y sensible»), el programa del curso que impartió sobrevive y permite comprender el sistema académico con el que él mismo había recibido su formación:

Todo discípulo que ingrese a la clase de dibujo tiene la obligación de realizar un trabajo de prueba, y dependiendo del trabajo que presente, ingresará a las siguientes clases:
1° año
1. diseño lineal y figuras geométricas
2. dibujo de hojas y ornamentos, copias de fototipias
3. las mismas hojas y ornamentos hechos a partir de naturales y reproducidos en yeso
4. modelos de yeso mostrando boca, nariz, ojos, orejas, etc.
2° año
5. partes de extremidades manos, pies, etc., hechas en yeso natural
6. máscaras, troncos, brazos, piernas, hechos a partir del natural
7. bustos, cabezas, troncos de orígenes antiguos
3° año
8. figuras antiguas en tamaño natural (según el espacio disponible en el salón)
9. retratos de tamaño natural, modelo vivo

Para estos estudios es absolutamente necesario que las habitaciones estén iluminadas con una luz de 45 grados.
Programa de la clase de Dibujo Figurativo de la Escuela Nacional de Bellas Artes. 8 de junio de 1891.

Para la pintura también era esencial el perfecto dominio de las técnicas de la perspectiva, de la teoría del color, de las características de los pigmentos y su comportamiento en combinación, de las reglas de composición, así como un conocimiento profundo de la anatomía humana y animal, además de ser importante que el artista posea una base sólida en religión, historia —especialmente de la Antigüedad y sus mitos— y en historia del arte, conocimientos que serían de gran utilidad para una representación coherente y convincente de los respectivos temas, además de demostrar su erudición. Todos estos temas eran estudiados en la teoría y en la práctica. La copia de obras de maestros consagrados fue parte inseparable de los cursos en sus etapas avanzadas para adquirir un buen sentido del estilo y demostrar competencia técnica.
La necesidad de una representación naturalista, sin embargo, estaba ligada a las convenciones idealistas inspiradas en los maestros consagrados de la tradición clásica, como una forma de asegurar la continuidad de un linaje cultural venerable que se había formalizado durante el Renacimiento pero que, de hecho, finalmente se remonta al sistema educativo de la Antigua Grecia conocido como paideía. En el academicismo eran fundamentales las creencias de que el arte se puede transmitir a través de la enseñanza —de ahí el aprecio por la tradición— y que el talento no conduce a ninguna parte sin una formación disciplinada, racional y metódica. En este conjunto de valores, la libertad creativa individual no tenía un peso tan preponderante como el que llegó a tener con el modernismo. Se valorizaba, sobre todo, la autoridad de los maestros y se buscaba la producción de un arte impersonal y funcional, que expresara valores de interés colectivo y que tuviera, entre otros, el objetivo de educar al público y así transformar para mejor a la sociedad, adoptando principios que tenían, además de un carácter estético, también un trasfondo ético y una finalidad pedagógica. Si bien han recibido innumerables críticas a lo largo de su historia, las academias fueron, sin lugar a dudas, el más importante factor de estructuración de todo el sistema artístico del Occidente moderno; recibían el patrocinio de los Estados y servían como instancias consagradoras y conservadoras no solo de ideales artísticos sino también políticos, culturales y sociales, alimentados por las clases dominantes. No es de extrañar que los académicos fueran repetidamente considerados conservadores y convencionalistas, cuando no déspotas elitistas y retrógrados, por las sucesivas vanguardias que florecían, muchas veces al margen de las instituciones oficiales.
Cuando Weingärtner fue a estudiar a Europa, este modelo formalista e idealista estaba entrando en crisis, aunque en ese momento estaba alcanzando la cúspide de su alcance habiéndose extendido por Europa y América y comenzando a influir incluso a las culturas no occidentales. En este punto, con el rápido ascenso de la clase media como mercado de consumo de arte, se hicieron cada vez más frecuentes las libertades en relación con la ortodoxia rígida, tanto en cuanto a temáticas como a forma y técnica, para satisfacer los gustos eclécticos y menos eruditos de un nuevo público que ya no veía mucho sentido en las solemnes alegorías clasicistas y las obras históricas y religiosas tan prestigiosas en períodos anteriores, proliferando las escenas de costumbres, escenas domésticas, obras folclóricas, paisajes pintorescos o exóticos, retratos, naturalezas muertas y todos los demás géneros previamente considerados menores. Al mismo tiempo, la libertad creativa individual se había convertido en un estandarte innegociable para las nuevas generaciones de artistas. De esta manera comenzaba a gestarse lo que luego se conocería como modernismo. Si bien en Brasil la clase media tardó mucho más en convertirse en un mercado consistente, la tendencia fue en la misma dirección, como lo evidencian las críticas de Gonzaga Duque, Angelo Agostini y otros intelectuales brasileños —vinculados al modernismo emergente— a un sistema que ya consideraban obsoleto y en vías de extinción.
Fue en este contexto renovado, multiforme y dinámico donde la heterogénea obra académica de Weingärtner se construyó y se destacó en el escenario brasileño, conservando muchos aspectos del academicismo tradicional, principalmente en términos técnicos y estilísticos, pero sensibilizándose temática y poéticamente con el nuevo orden de valores. El hecho de haber sido pensionado del gobierno durante el Imperio y amigo personal de Pedro II le abrió las puertas al mercado de Río de Janeiro, la capital nacional, y habiendo establecido lazos de amistad con figuras eminentes de la nueva República, como Joaquim Nabuco y el presidente Campos Sales, el apoyo que recibió contribuyó significativamente a la consolidación de su prestigio. Esta situación solo cambiaría hacia el final de su vida, cuando el modernismo comenzara a ganar terreno.

### El escenario italiano

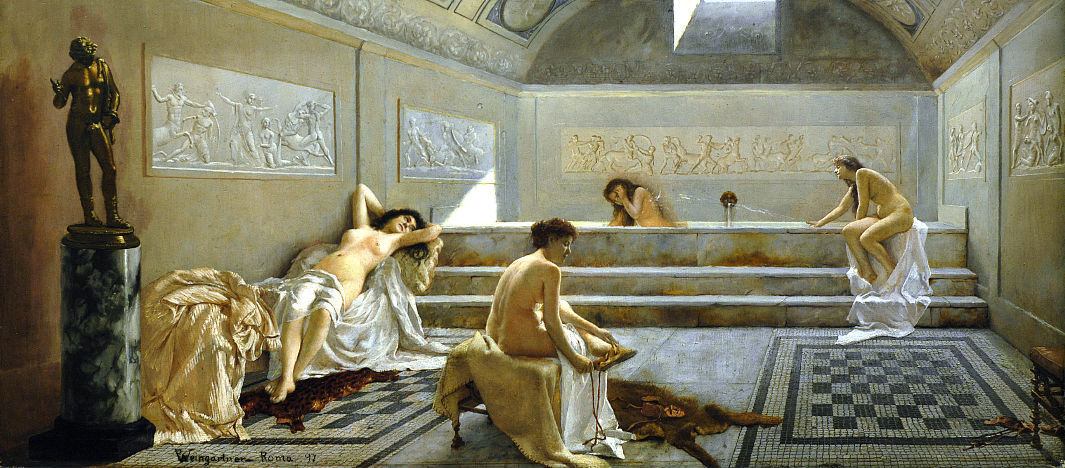
Pompeianas no Frigirarium (1897).

Weingärtner valoraba las tradiciones y era temperamentalmente indiferente al experimentalismo, y la elección de Roma como su centro de actividad europea se explica por el hecho de que Italia se había vuelto en gran medida artísticamente conservadora, perdiendo su liderazgo ante Francia, que por entonces lideraba los avances en el arte internacional. A mediados del siglo XIX los italianos enfrentaban una grave crisis política, económica y social, la población se empobrecía, el desempleo aumentaba, la producción agrícola estaba desestructurada y en algunas regiones el hambre afligía a las clases bajas, desencadenando un gran éxodo de población y, además, un arduo proceso de unificación se estaba desarrollando en medio de sucesivas guerras, cuando hasta entonces la península era un mosaico de reinos independientes. Ante esta difícil situación, para muchos artistas la vuelta a las glorias del pasado clásico en busca de soluciones para los dramas del presente se convirtió en el único camino posible. Este grupo respondía principalmente a las expectativas de una élite ajena a los conflictos, que privilegiaba obras idealistas y bucólicas que no suscitaran mayores cuestionamientos. Weingärtner, adhiriendo voluntariamente al programa académico tradicional donde la herencia de la Antigüedad tenía un peso considerable, encontró en estos temas un ambiente propicio para la expresión de algunas de sus propias aspiraciones. Como analizó poéticamente Angelo Guido, estas pinturas satisfacían su amor por una belleza tranquila, amable y ordenada y su visión risueña de la vida:

Y qué más sugerente ambiente que el de Roma, con sus ruinas venerables evocadoras de siglos de arte, sus palacios y jardines antiguos, como los de Pincio y de la Villa Borghese, las fuentes habitadas por ninfas y nereidas, las históricas colinas, los pinares románticos y famosos, el ambiente extramuros que le hablaba de rebaños y pastores de los versos de Virgilio, donde a cada paso “vigilantes y meditativas almas de piedra” parecen querer comunicarnos el secreto de una belleza extinguida, de historias perdidas en el tiempo y de innumerables vidas silenciadas...
 Angelo Guido.

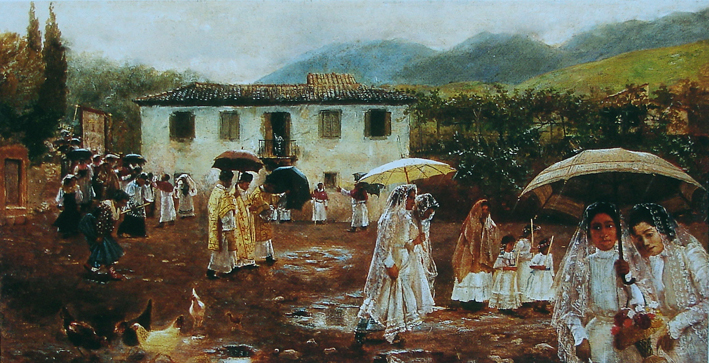
Procissão interrompida. Óleo sobre tela. 20.5 x 39 cm.

Cabe destacar también su vinculación con el grupo de artistas In Arte Libertas que, además de dedicarse a los temas clásicos, se interesaba por el paisaje italiano y sus aspectos folclóricos. Obras como Ceifa em Anticoli, Procissão interrompida, O retrato da noiva y muchas otras, son representativas de su atención hacia la vida de la población rural y sus escenarios pintorescos. Guido considera que esta misma adhesión al clasicismo iniciada en París debió haber sido uno de los motivos que lo llevó a trasladarse de Francia a Italia, cuya herencia del antiguo Imperio Romano era visible en todas partes. Los propios franceses todavía veían a Italia como una perenne fuente de inspiración, tanto es así que el mayor premio de la academia parisina era una beca de perfeccionamiento en Roma.
En Brasil, el tema de la Antigüedad también ganaba adeptos, ya que las excavaciones y descubrimientos arqueológicos que se estaban realizando en esa época en Pompeya y Herculano despertaron la curiosidad de muchos. Varios artistas brasileños abordaron el tema, entre ellos Rodolfo Bernardelli, Henrique Bernardelli y Zeferino da Costa. Otro que se dedicó a esto fue el neerlandés Lawrence Alma-Tadema, a quien Weingärtner posiblemente conoció en Italia, ya que algunas de sus obras tienen gran afinidad. Además, la conservación de estas ciudades con sus casas, mercados y talleres, permitió al público adentrarse más en la vida cotidiana del romano común, mientras que lo que más se conocía hasta entonces eran los grandes monumentos públicos que hablaban más de la vida política, religiosa y artística del imperio. El propio Weingärtner visitó las ciudades y pintó varios lienzos directamente inspirados en la escena local.

Weingärtner, por lo tanto, está inmerso en una tendencia igualmente nacional: la pasión por Pompeya, la posibilidad de repoblar sus calles de vida a través del arte, encontraba, también en Brasil, sus adeptos. Y no nos referimos solo a los artistas porque, aunque las obras se hicieron en gran parte en Italia, fue al público brasileño al que se dirigían, siendo enviadas para ser presentadas en exposiciones públicas donde pudieran ser admiradas y adquiridas por particulares.
Camila Dazzi. 

### El contexto riograndense
Weingärtner floreció en un período de cambios importantes en Río Grande del Sur. Se iniciaba un proceso de modernización en la sociedad y en la economía, y surgía una clase burguesa adinerada que comenzó a cultivar las artes con creciente interés. Después de haber pasado por dificultades y limitaciones durante la Guerra de los Farrapos (1835-1845), Porto Alegre, la capital, experimentaba una rápida recuperación: en 1858 se inauguró una lujosa casa de ópera, el Teatro São Pedro; las veladas literarias se pusieron de moda; en 1868 se fundó la Sociedad Partenón Literario, que reunió a los primeros intelectuales y educadores del estado de verdadero mérito, como Luciana de Abreu, Antônio Vale Caldre Fião, Múcio Teixeira, Apolinário Porto-Alegre y Carlos von Koseritz; y en 1875 se abrió el primer salón de arte.
Siguiendo la tendencia de la segunda mitad del siglo XIX, cuando el academicismo brasileño entraba en su apogeo, la burguesía local encontraba en esta escuela su ideal artístico, pero en la década de 1870, cuando Weingärtner se fue a estudiar a Europa, Porto Alegre solo tenía alrededor de cuarenta mil habitantes —en muchos sentidos todavía era una ciudad provinciana— y el mercado del arte recién comenzaba a formarse. En la pintura el escenario se caracterizaba por el diletantismo, excepto por la obra pionera de Antônio Cândido de Menezes, de Río Grande del Sur, que se formó en la Academia Imperial de Bellas Artes, y algunos artistas invitados bien preparados, como el citado Delfim da Câmara, Bernardo Grasseli y Francisco Viriato de Freitas, quienes también daban clases.
El impulso al progreso se aceleró a principios del siglo XX con un importante programa de obras públicas y reurbanización de la capital, estimulado por la difusión de la filosofía positivista adoptada por el gobierno, tanto es así que, en 1908, con apoyo oficial, finalmente se pudo fundar la primera academia —el Instituto Livre de Belas Artes— aunque sus inicios fueron muy modestos, ofreciendo solo cursos de música y dibujo, y el curso de pintura se impartiría de forma regular recién a partir de 1936.
Pero la élite consumidora de arte, y mucho más el público en general, en términos artísticos se mantuvo bastante conservadora, ignorando las novedades que aparecían en el centro del país y prefiriendo las obras académicas, razón por la cual durante la mayor parte de su carrera el pintor encontró una respuesta tan favorable por parte de sus compatriotas. Por otro lado, el mercado del arte de la ciudad a principios del siglo XX era todavía muy reducido  y no podía absorber su gran producción, como lamentó el crítico de arte Olinto de Oliveira, uno de sus mayores defensores, acusando también a la población de tener una mentalidad excesivamente provinciana para reconocer su verdadera grandeza. A pesar de las críticas, Weingärtner se encontraba en una posición muy privilegiada en la atención de los portoalegrenses y, aunque no vendiese mucho allí salvo retratos y estuviese ausente por largos periodos, marcaba presencia enviando regularmente diversas obras para exponer. El abordaje que hizo de los temas regionalistas se insertó a la perfección en un programa ideológico del gobierno que buscaba consolidar la figura del gaucho y del inmigrante como símbolos identitarios del estado, siendo el primero en trabajar con tales temas.
Sin embargo, según Círio Simon, su antigua vinculación con el régimen imperial a veces le traía problemas en la república, y es significativo que no fuese llamado a incorporarse al cuerpo docente del Instituto Livre luego de su asentamiento definitivo en Porto Alegre. El pintor, sin embargo, no estaba afiliado a ideologías políticas, tanto es así que no rehuyó retratar al carismático presidente positivista del estado, Júlio de Castilhos, y pintar escenas de la Revolución Federalista. También es ilustrativo de las contradicciones de su contexto que el mismo Instituto adquirió una de sus obras para la pinacoteca que comenzaba a formarse, al elevado precio de dos contos de réis (dos millones en antiguos reales) pagados por el gobierno, y que el director de la Escuela de Artes del Instituto, Libindo Ferrás, lo hubiera invitado a participar en las mesas de evaluación final de alumnos.

## Obra

### Pintura

#### Aspectos generales

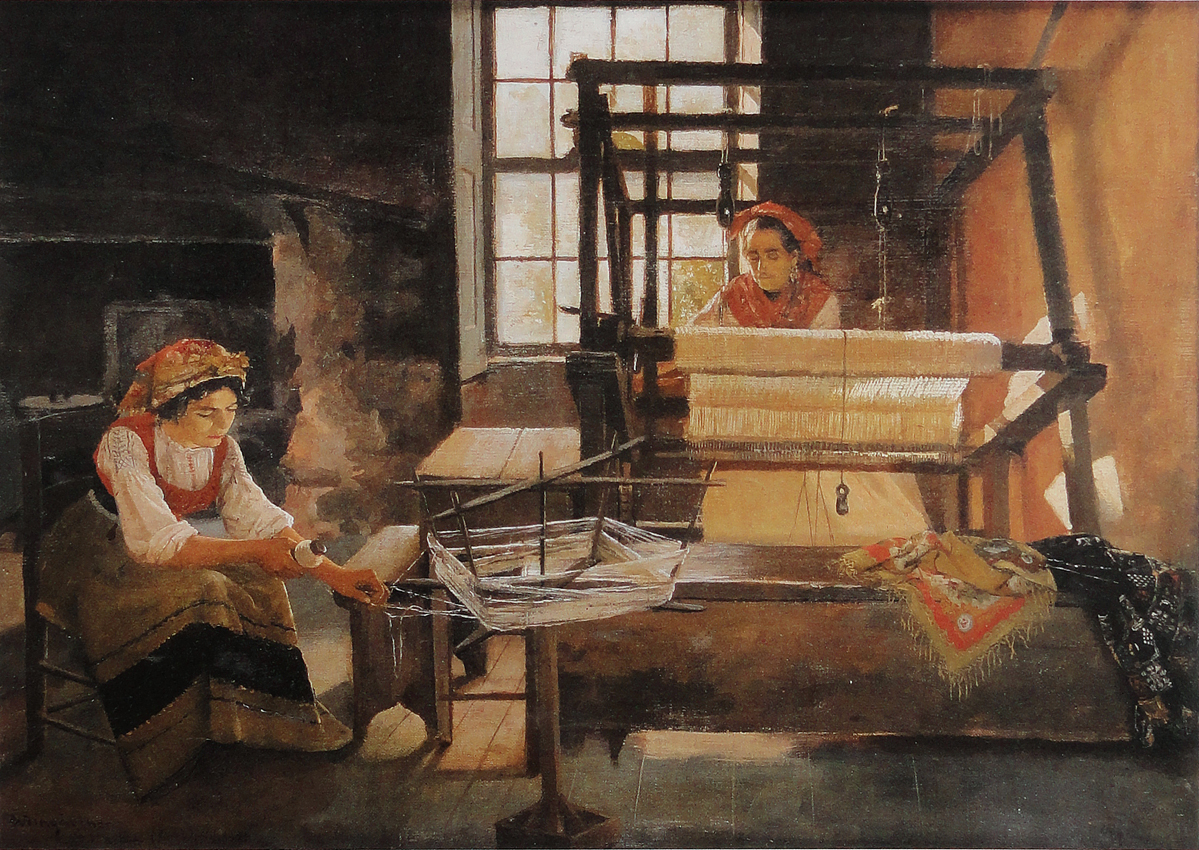
Tecelãs (1909). Óleo sobre tela de 27,5 x 37,5 cm.

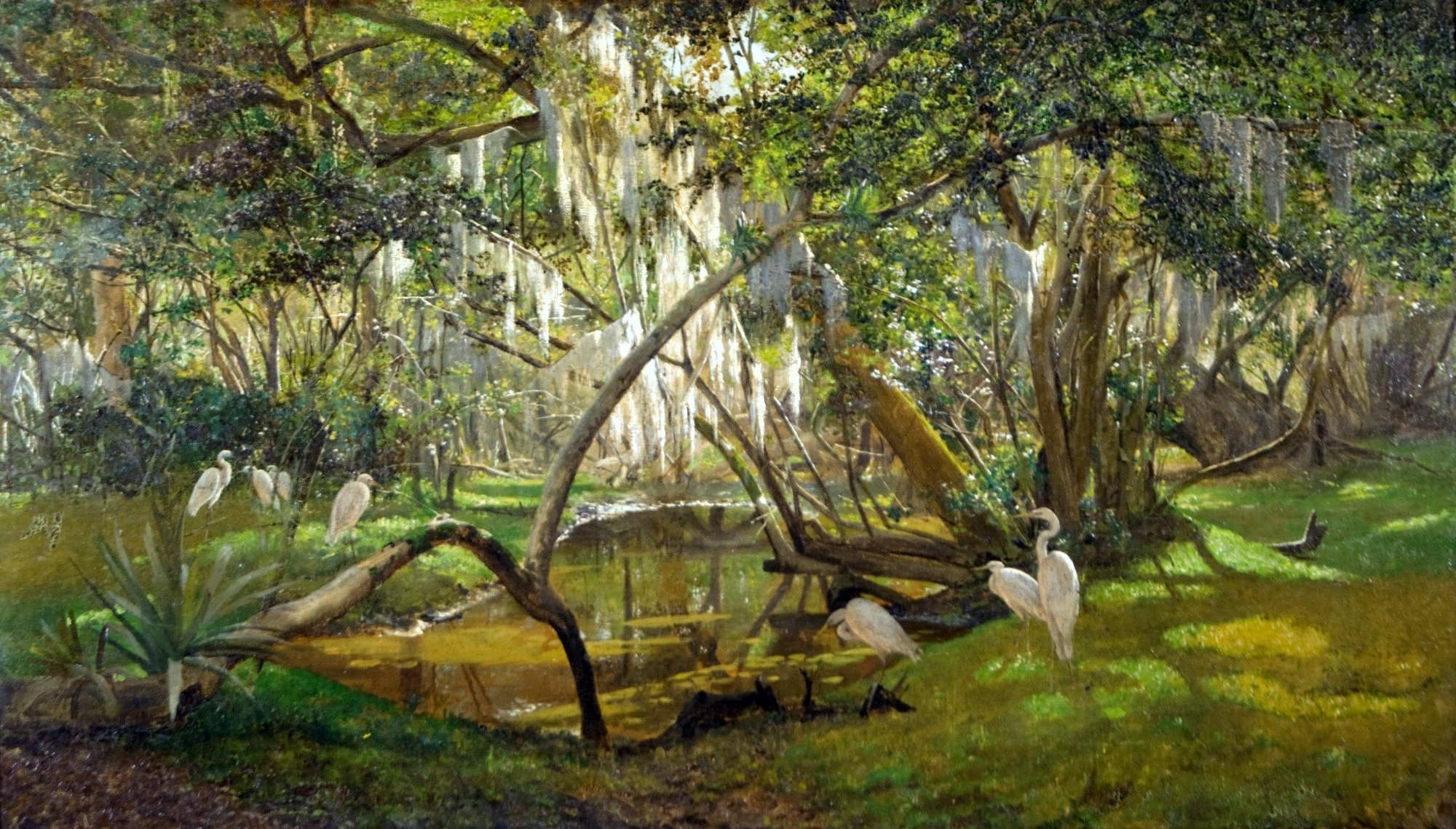
Garças (1913). Óleo sobre tela de 35 x 63 cm. Pinacoteca Barão de Santo Ângelo del Instituto de Artes/UFRGS.

Weingärtner dejó una obra pictórica vasta, cosmopolita y ecléctica, en la que abordó temas mitológicos, clasicistas y folclóricos, retratos, paisajes, paisajes urbanos, escenas de género, escenas de estilo pompeyano, fantasías románticas y exóticas, pero más importantes, como fue reconocido aún en vida, las escenas de género y las obras regionalistas sobre el sur de Brasil, donde dejó un notable documento humano y social de su tiempo. Se mantuvo fiel a sus orígenes, pero fue lo suficientemente adaptable para estar en sintonía con el espíritu de su tiempo y los lugares por los que pasó. A pesar de pintar principalmente para las élites que tenían los recursos para comprar arte, su trabajo no se limita a los ideales de esta clase, ya que retrató repetidamente a la gente de pueblo de manera sensible, amable y honesta, siendo significativo que diera a estos sujetos más humildes un trato digno. La acusación que le hicieron los modernistas, a veces repetida en los últimos tiempos, de ser un estudioso conservador y convencional, es una visión sesgada y anticuada de la historia, elaborada por quienes han triunfado en la disputa por el mercado y por el control de la crítica. Ahora, trascendiendo las controversias internas del mundo del arte, se vuelve a reconocer su posición eminente en un contexto histórico y social más amplio. Weingärtner respondió a las demandas de un público expresivo en términos de números y en términos de poder económico y político, convirtiéndose en uno de sus favoritos a lo largo de casi toda su carrera. Muy raros fueron los artistas que, como él, vendieron todas las obras de sus exposiciones y recibieron tantas críticas positivas sin suscitar mayor polémica. Su exploración del tema gaucho también habla de un espíritu que, aunque satisfecho con el estilo que había elegido y reacio a los experimentalismos formales, supo abrirse a nuevos horizontes, dejando en la temática del regionalismo un aporte cualificado e innovador a la pintura brasileña. Sorprendentemente, considerando la popularidad que gozaron en su época los géneros de la pintura religiosa, las escenas orientalistas y los bodegones, no dejó nada en estos campos.
Poseía una técnica refinada, con un diseño seguro, una paleta rica pero sobria y armonizada, un sentido equilibrado de la composición, un manejo sensible de la luz y una notable capacidad para observar y describir la naturaleza, prestando siempre una atención meticulosa al detalle, acercándose a los efectos de la fotografía, lo que hizo que su estilo fuera inconfundible para sus contemporáneos. De hecho, utilizó fotos para crear muchas de sus composiciones y detallar los diversos objetos que pintó, una práctica que se hizo cada vez más común. Su asociación con la técnica venía de su época de estudiante, y cuando atravesó tiempos de pobreza pensó en dedicarse profesionalmente a la fotografía. También era amigo cercano de los fotógrafos, con quienes solía salir a caminar.
Siempre ha mostrado preferencia por las obras de pequeñas dimensiones, pero incluso en las grandes su pasión por el detalle parece revelar una vocación de miniaturista.

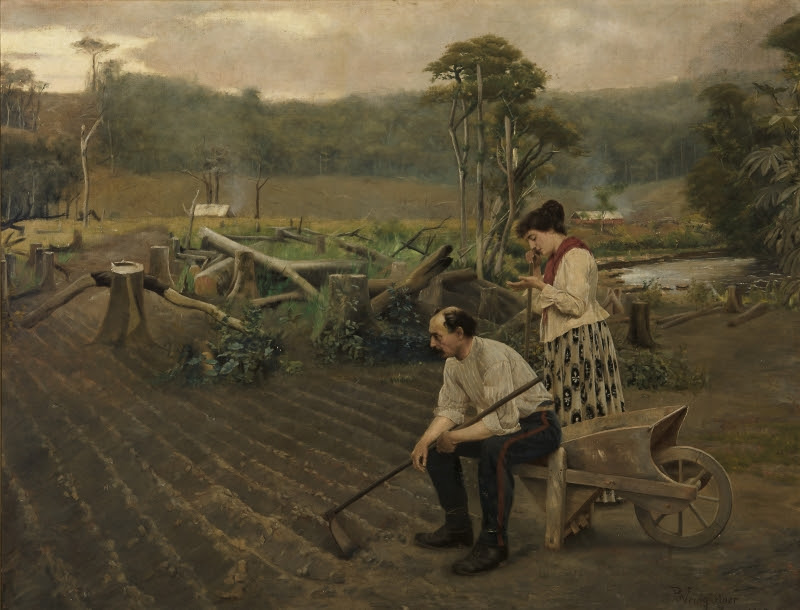
Tempora mutantur (1889). Óleo sobre tela. 160,4 × 93,4 cm. Museo de Arte de Río Grande del Sur.

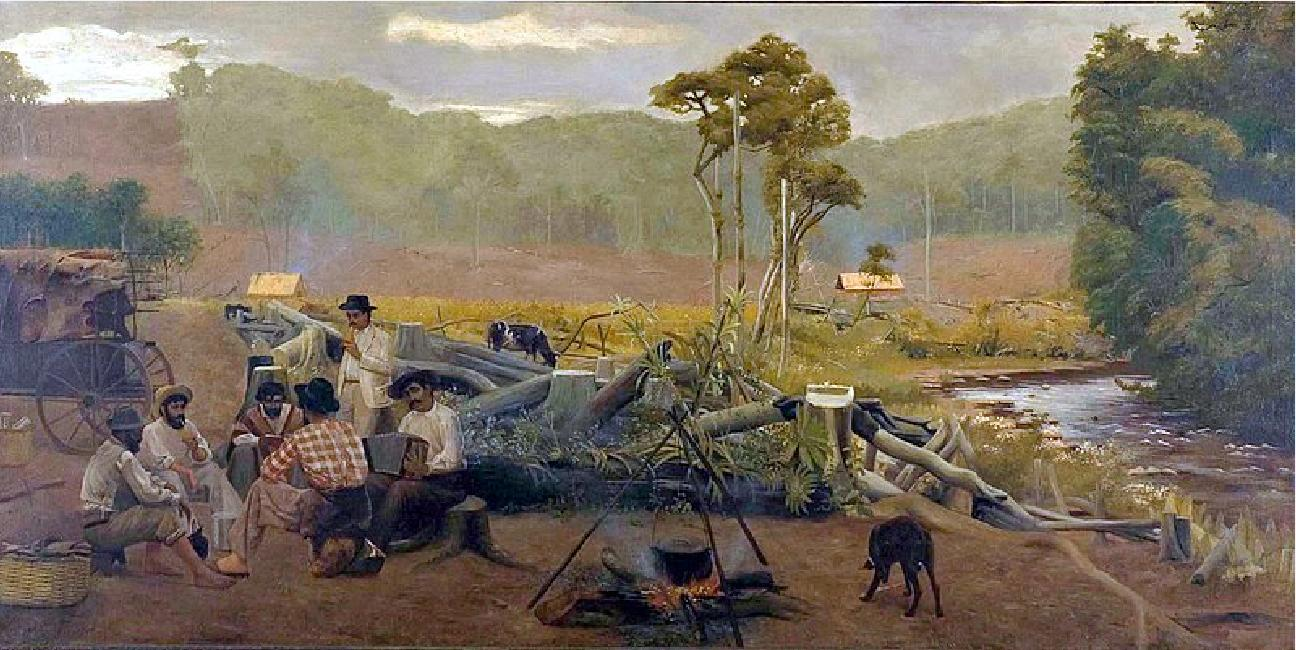
Carreteiros gaúchos chimarreando (1911). Óleo sobre tela. 101,0 x 200,0 cm. Pinacoteca Aldo Locatelli.

Otro aspecto interesante de su método es la reutilización de los mismos elementos en varias obras diferentes. Esto se vuelve sorprendente en el paisaje que aparece en Tempora mutantur. El mismo paisaje ya ha sido identificado en otras seis obras, cinco de ellas pinturas: Cena de guerra (1894), A derrubada (1894), Paisagem derrubada (1898), Carreteiros gaúchos chimarreando (1911), A morte do lenhador (1924) y en el grabado Paisagem de tempora mutatur.
Su opinión sobre el arte sigue siendo en gran parte un misterio y solo puede ser intuida a partir de sus obras, ya que prácticamente toda su correspondencia, que posiblemente constituía una rica fuente de información, fue quemada por la viuda para evitar la pérdida de su privacidad. Sin embargo, algunos otros documentos y varias cartas y postales que sobrevivieron quedaron con amigos; en una de ellas se encuentra un interesante relato acerca de la obra Tempora mutantur, que retrata a una pareja de inmigrantes descansando después de un día de arduo trabajo en el campo:

Este cuadro lo hice expresamente para nosotros, porque aquí en Europa el tema no se comprende fácilmente; me inspiré, para hacerlo, en cierto tipo que encontré en nuestro querido Brasil, hombres que aquí en Europa aparentaban, de nobles familias, quienes, por la razón que sea, dejaron su patria en busca de fortuna en América y se cayeron en el camino y allí se fueron por el desagüe y quedaron reducidos a lo que yo vi (...) quería hacer un tipo (...) que, al no encontrar ocupación, se vio obligado a retirarse a una colonia, y esta es la escena que reproduzco en el cuadro, el primer día de trabajo, la pobre mujer viendo las manos que eran hermosas y blancas, hoy quemadas por el sol y encallecidas por el primer trabajo.
Pedro Weingärtner

#### Escenas regionalistas
Con las obras regionalistas sobre gauchos e inmigrantes fue un pionero, es decir, abrió un campo completamente nuevo para la pintura brasileña y posiblemente esta sea su contribución más meritoria, que se puede comparar con la del mucho más famoso Almeida Júnior con sus caboclos y caipiras paulistas. Estas escenas que muestran al pueblo sureño, que comenzó a crear en la década de 1890, también cobran importancia como testimonio de una modernidad anticipada, prefigurando el llamado que haría Mário de Andrade, uno de los principales representantes del modernismo brasileño, entre 1920 y 1930, para que los artistas pudieran retratar la rica diversidad social y cultural del país y abandonar el discurso visual homogeneizador, centralizador y europeizante que había estado vigente desde mediados del siglo XIX.

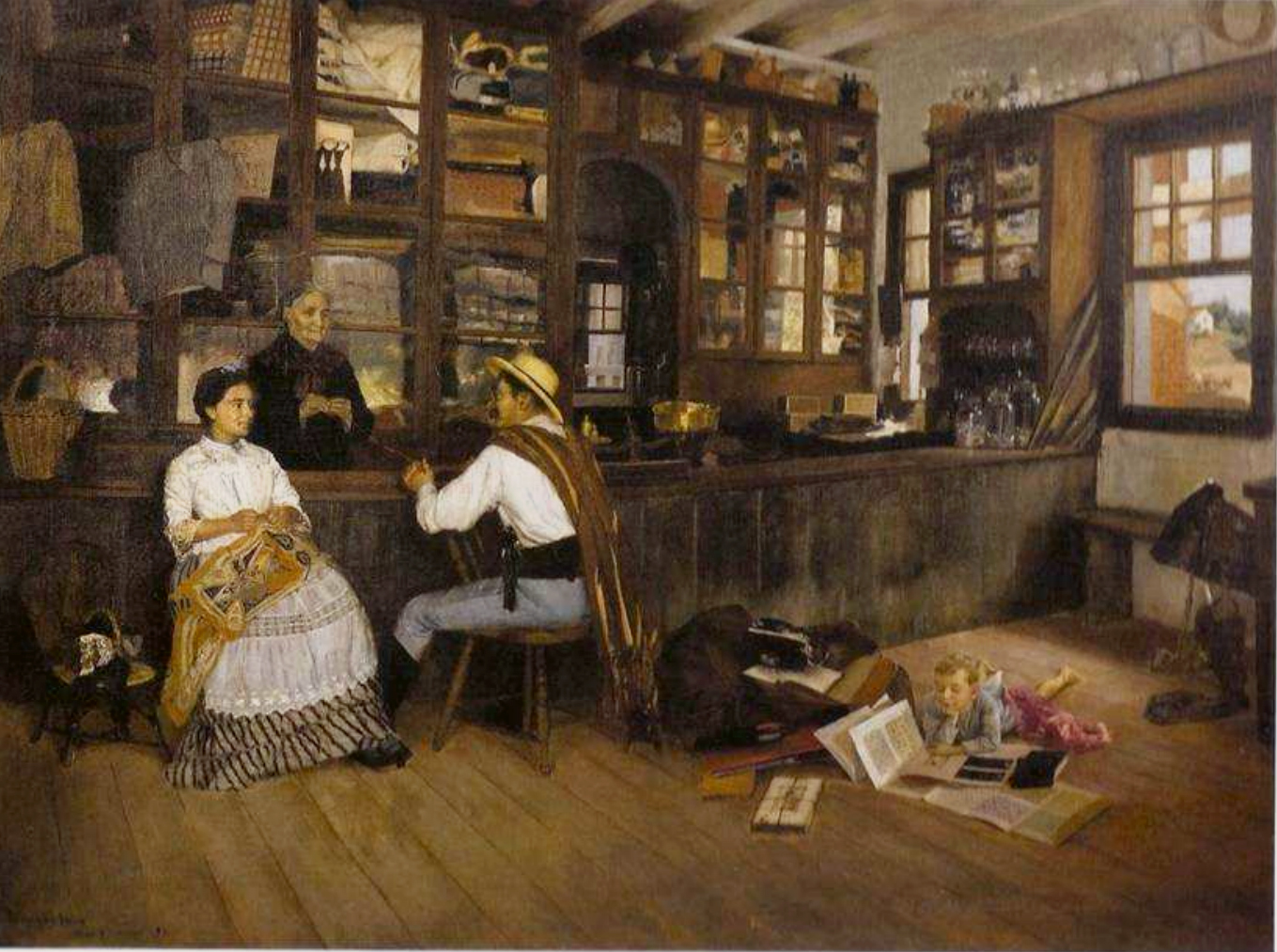
Fios emaranhados o Interior de empório (1892). Óleo sobre tela. 75 x 100 cm.

Cuando abordó la vida de los colonos italianos y alemanes, no dudó en explicitar las dificultades que atravesaban estas poblaciones, que luchaban por establecer una vida digna después de muchas penurias en sus países de origen y que habían llegado a Brasil solo para encontrar similares penurias en una tierra aún salvaje y que, en el caso de los italianos, fueron abandonados en gran parte por el gobierno, que los había atraído con promesas engañosas sobre un país de Cucaña que solo existía en la propaganda oficial. Pero también, en cierto sentido, parece haber sintonizado con este discurso, encarando la colonización como un proyecto heroico y civilizador y trayendo en sus pinturas ejemplos de colonos que habían logrado alcanzar un buen nivel de vida. En muchas telas también mostró momentos alegres, de confraternización colectiva, como en Kerb, una típica fiesta alemana, o escenas sencillas en las que la crudeza de la vida parece armonizada en el contacto con la naturaleza, o en la vivencia de cosas sencillas de la cotidianidad, como lo ejemplifica Fundo de quintal em Bento Gonçalves, con una niña alimentando pavos y patos, o Fios emaranhados, que retrata el interior de un emporio en el que una mujer se ocupa con bordados mientras un niño tendido en el suelo se divierte con los objetos que esparció de un vendedor viajero.
Pero incluso cuando su obra se orienta claramente hacia el realismo —a diferencia de los pintores de la vanguardia francesa que describían con crudeza las duras condiciones de vida de una población sufrida y embrutecida— Weingärtner a menudo matizaba la descripción de la realidad con tonos poéticos e idílicos y una gran dosis de compasión, como lo atestigua su propia declaración sobre el Tempora mutantur citada anteriormente. Esto no impidió que la crónica de la vida popular tomara por momentos un tono humorístico, como se puede apreciar en Chegou tarde!, donde un vendedor viajero ingresa a un emporio cargando su maleta de artículos solo para encontrarse con un competidor entretenido en negociaciones con su clienta.
Sus escenas gauchescas mostrando las labores del campo, con sus peones y troperos en sus caballos conduciendo el ganado, sus asados, los saladeros, posadas y pasturas, son especialmente importantes porque se encuadraron en un proyecto político del gobierno de su estado, ya que los positivistas gobernantes —junto con un influyente grupo de descendientes de alemanes que había alcanzado prominencia económica y se había integrado perfectamente a la realidad riograndense— fomentaron el cultivo de la temática del gaucho así como, en menor grado, del inmigrante, como símbolos de valor e identidad regional, donde las obras del pintor en estos géneros encontraron naturalmente un lugar destacado. Pero es de destacar que tales escenas se vendían más en el centro del país que en su propio estado, ya que allí se las veía como un atractivo exotismo. Esta iconografía consagrada por Weingärtner se cristalizó en el imaginario popular y entre las instituciones que integran el llamado Movimiento Tradicionalista Gaucho, que promueven el cultivo de un universo gaucho estereotipado y continúan siendo una fuerza poderosa en la cultura estatal.

#### Paisajes

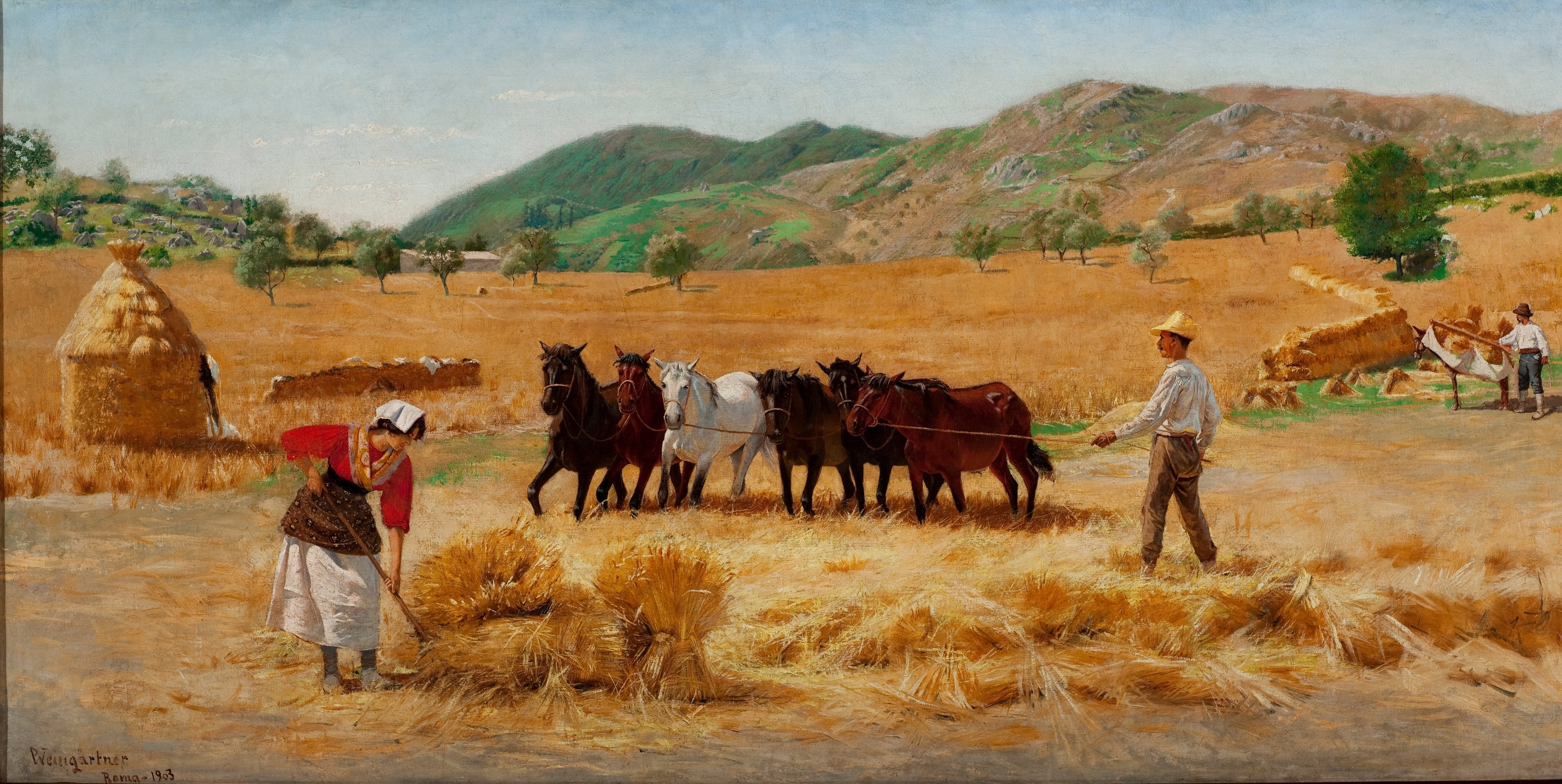
Ceifa em Anticoli (1903) Óleo sobre tela. 50 x 100 cm. Pinacoteca del Estado de São Paulo

También fue un gran paisajista, variando su abordaje entre una descripción estrictamente realista, con «un agudo sentido de la exactitud», como refirió el profesor José Augusto Avancini, y un tratamiento relativamente libre, construyendo el escenario en sus líneas más esenciales en gestos amplios y manchas difusas, pero incluso en estos casos la descripción de la geografía sigue siendo lo suficientemente reconocible como para permitir sin dificultad identificar el lugar exacto en el que se originaron las obras. A menudo se preocupó en captar lo pintoresco de la escena, incluyendo en la imagen alguna edificación característica, algunos personajes a la distancia con trajes típicos de la región. En ocasiones documentó las agresiones que venía sufriendo el medio ambiente brasileño, como tala y quema, deforestación y erosión del suelo. Sin embargo, en su producción en su conjunto, el paisaje en general es un telón de fondo subordinado a las escenas que representó en primer plano, fusionando las categorías de paisaje y escena de género.

Encontramos en Weingärtner una atención especial y, en estos términos, un protagonismo, en la representación del paisaje como 'materialización de un instante de la sociedad', donde el gaucho, el inmigrante, el trabajador rural aparecen como sujetos de diferentes relaciones sociales. (...) El mundo del trabajo rural también es el centro de atención en obras realizadas a partir del escenario europeo, como en Ceifa, un óleo situado en Anticoli, Italia. (...) La posibilidad de representar el paisaje, la arquitectura y tipos regionales es percibido por Weingärtner no solo como una renovación en su obra, sino como una efectiva contribución al campo del arte, ya que tal temática no era habitual, ni difundida en otros centros, incluso nacionales.
Ana Maria Albani de Carvalho.

#### Escenas de género
Sus escenas de género son la parte más compleja de su producción, tanto por su diversidad temática como por su variado tratamiento, y en numerosos casos la categoría se confunde con otras y pierde sus claros límites. Aquellos que representan a la élite urbana en su propio «hábitat» típicamente reflejan el espíritu de la Belle Époque, cuando la sociedad brasileña pasaba —en medio de grandes crisis y contradicciones— de un modelo monárquico, señorial, rural y esclavista, a otro republicano, burgués, urbano y capitalista. Si en Río Grande del Sur esta élite aún estaba en formación y tenía menos luces, en el centro del país —de lejos su mayor mercado en Brasil— ya estaba más consolidada y era más poderosa económicamente; pero para ambas la adquisición de obras de arte se convertía cada vez más en un signo de educación y estatus, en marcado contraste con el período imperial, cuando la élite casi no invertía en arte. Damas y caballeros de la más fina sociedad desfilan en sus cuadros con todos los emblemas de su clase: sus finas ropas y joyas, viviendo en suntuosas residencias y llevando una existencia despreocupada, incluso aburrida, en una opulencia y abundancia decorativa rayana en el kitsch, en la que se creaba una nueva sensibilidad y palpitaban nuevos anhelos.

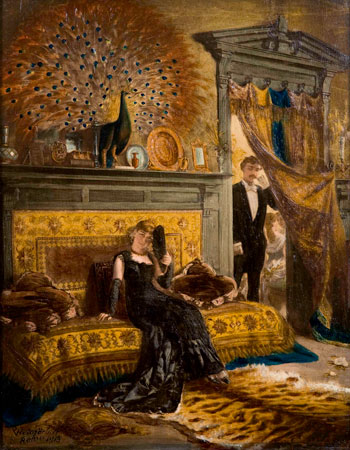
O importuno (1919). Óleo sobre tela. 26 x 20 cm.

Estas obras suelen ser ambiguas, como O importuno, en la que una bella joven, sola en una habitación ricamente ornamentada, da la impresión de molestarse por la llegada de un caballero, pero «el abanico que sostiene en las manos enguantadas, que cubre su rostro y esconde su mirada pícara, quizás implique, por el contrario, que no es un encuentro casual, sino que así quiere parecer». En otras ocasiones, sin embargo, establece una clara visión crítica y revela las sombras y la desilusión de una clase que se esfuerza por mantener las apariencias brillantes, como en Casamento de conveniência, donde la esposa, aún joven, vestida de gala y lista para salir hacia el baile donde esperaba divertirse, mira con fastidio a su marido, un anciano ya dormido en un sillón, frustrando su deseo. En No penhor, una dama visiblemente abatida vende sus joyas en una casa de empeño que no es más que una pocilga; una imagen de decadencia de gran fuerza expresiva.

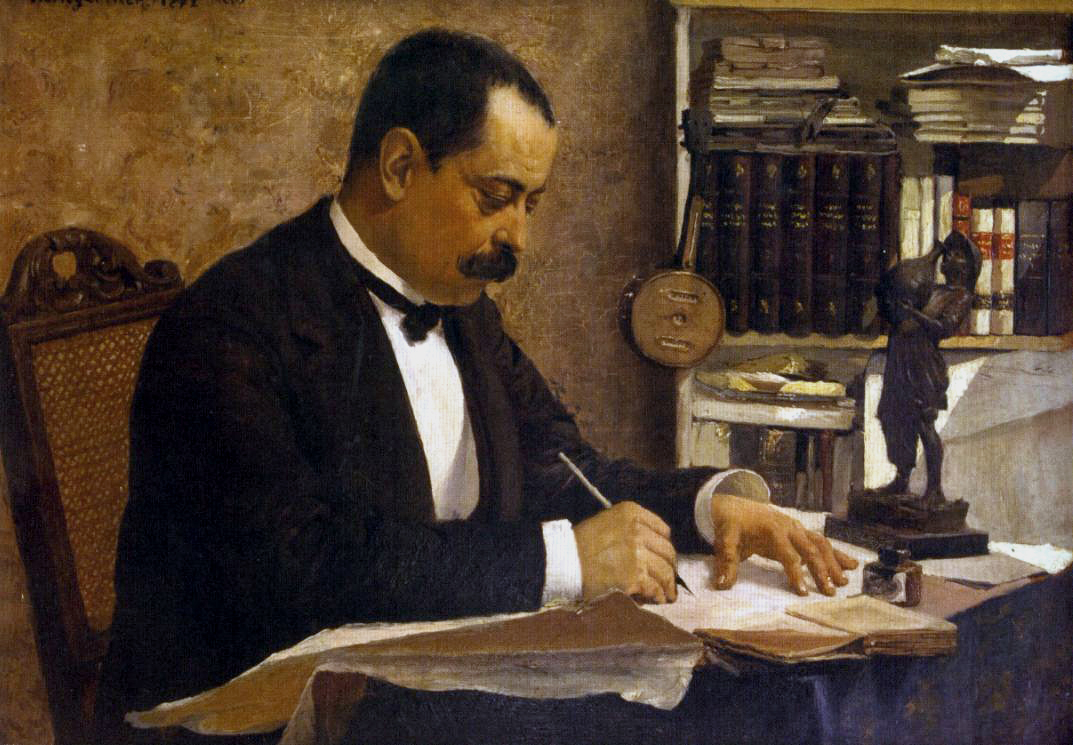
O notário (1892). Óleo sobre madera. 19,8 x 28 cm.

Pero la clase media también comenzaba a darse ciertos lujos y a desear obras de arte en las que poder reconocerse e incluso imaginarse más «chic», ya que tales obras en general tenían pequeñas dimensiones y se hacían accesibles. O notário es un buen ejemplo; un pequeño burgués que aparece en su despacho compenetrado en su trabajo, pero vestido con esmero y rodeado de objetos sugestivamente culturales: una estatuilla de bronce y una mandolina. Aunque no siempre estas imágenes servían a las pretensiones de prestigio. La temática centrada en este grupo social es muy variada: interiores, escenas de trabajo y ocio, personas de todas las edades, encuentros románticos, escenas irónicas o humorísticas, y muchas más, en una vasta crónica del universo de la gente común y anónima.
Finalmente, entran en esta categoría las escenas de la vida campesina europea, de las que dejó un gran número de obras que comenzó a trabajar en Italia, principalmente en Anticoli Corrado, pero que también observó posteriormente en Portugal. Asimismo, son muy variadas en temática y tratamiento, pasando de imágenes fuertemente realistas a representaciones de gran poesía, y de escenas de trabajo en el campo a retratos de la vida en pequeños pueblos con sus costumbres ancestrales y folclore, sus ferias, fiestas y oficios urbanos. Por lo general, apelan a lo pintoresco y simple del mundo real, pero a veces son en cierto sentido idealizadoras y nostálgicas, acercándose al imaginario historicista y clasicista.
La gran aceptación que ha tenido la pintura de género en Brasil desde finales del siglo XIX se debe también a otros factores, entre ellos la popularización de la fotografía y el concomitante auge de la estética realista en la pintura, con una correspondencia entre ambas para responder a la demanda de una representación verosímil de la realidad. Al mismo tiempo, se formaban nuevos conceptos de intimidad, de disfrute del hogar, de relaciones sociales y familiares, donde se volvía importante la decoración esmerada de los interiores con el fin de transformar la residencia en un lugar agradable para estar y para socializar con la familia y los amigos. En este sentido, la pintura de escenas domésticas, para quien las consumía, era un espejo de reconocimiento y afirmación de esta intimidad privilegiada y «moderna».

La existencia de cuadros en la pared significaba tener algo que mirar, poder disfrutar del placer que la profusión de colores y detalles proporcionaba al privilegiado observador: un placer personal. Él veía una bella representación de la escena familiar imaginada, idealizada e ilusoria: un trampantojo de la imaginación. Debido a su visibilidad, el lienzo, compartido por otras miradas (ajenas al hogar), también servía para demostrar gusto, conocimiento, prestigio y confirmar la distinción de aquel que poseía tan destacado cuadro.
Marize Malta.

Por tanto, estas obras son también un documento importante de una época de grandes cambios. Al mismo tiempo, la ebullición cultural y artística en los estratos altos repercutía en la población de manera positiva, ya que las exposiciones de arte en general, pero especialmente las grandes exposiciones generales de las academias carioca y paulistana, donde las pinturas de género se hicieron cada vez más comunes, atraían a un público proporcionalmente mayor que las mega exhibiciones traídas del extranjero y transmitidas con toda la fanfarria de los medios contemporáneos. Fue una época en la que el arte más sofisticado se hizo verdaderamente popular.

#### Obras históricas

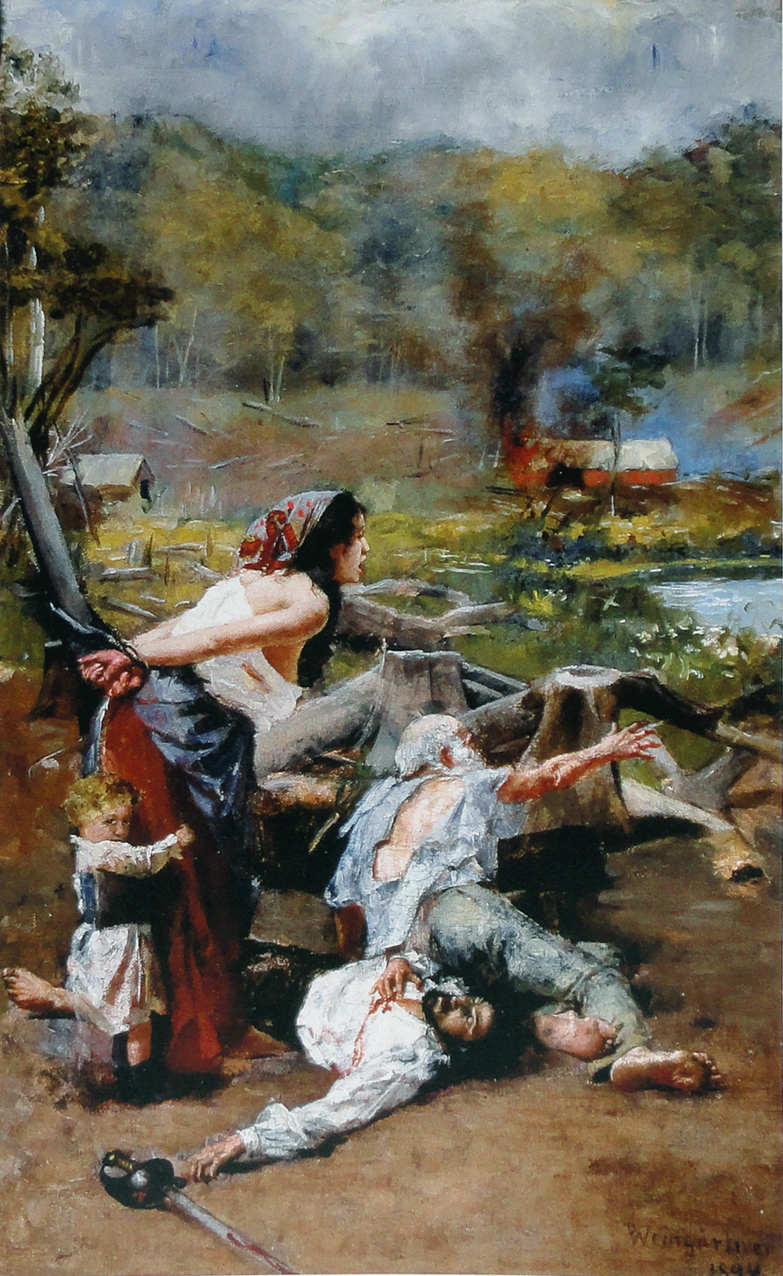
Cena de guerra (1894). Óleo sobre tela. 45 x 30 cm.

Weingärtner dejó muy pocas obras del género histórico, un puñado de pinturas y menos grabados sobre la Revolución Federalista, y merecen especial mención tanto por su rareza como por el dramatismo que imprimió en algunas, y también por sus grandes cualidades estéticas. Su implicación con la Revolución fue casual: viajaba por el interior de Santa Catarina para tomar notas cuando fue abordado por una tropa de revolucionarios y fue obligado a acompañarlos durante una semana. Lo trataron bien, pero fue testigo de escenas sangrientas y terminó enfermándose. 
El lienzo más impactante es Cena de guerra, en el que un padre de familia yace muerto en el suelo mientras su esposa, gritando, atada a una estaca y medio desnuda, ve su casa en llamas y la desolación a su alrededor. Un niño se abraza a sus piernas, aterrorizado, y un anciano con ropa andrajosa intenta levantarse del suelo. También muy dramática es A derrubada, una variación resumida de otra que puede haber sido un estudio preparatorio, centrada en la imagen de la mujer, que muestra el semblante perturbado frente a un paisaje sombrío.

#### Clasicismo

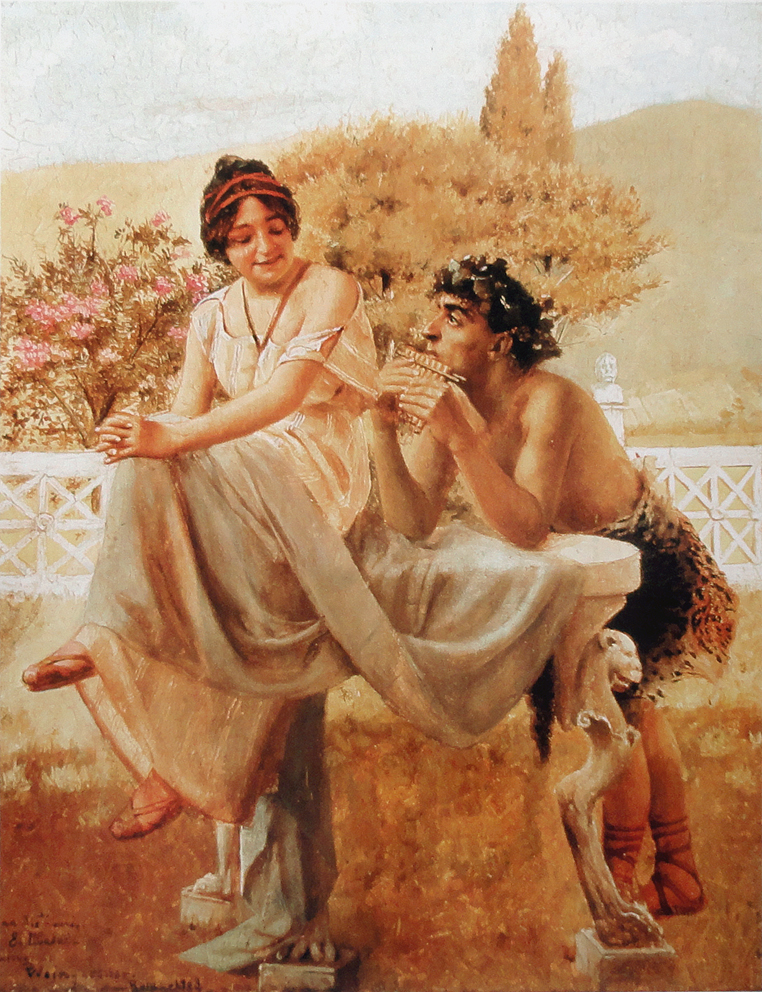
Idílio (1908). Óleo sobre madera. 25 x 19 cm.

Sus obras clasicistas y mitológicas, a su vez, aun con el progresivo cambio de gustos hacia temáticas contemporáneas, seguían siendo muy apreciadas. No se conoce en detalle su educación, pero ya en Alemania debió haber tenido su primer encuentro con los clásicos, tanto por las obras que debió haber visto en los museos, como por las clases académicas, en las que la copia de obras clásicas era parte de la disciplina. Un segundo impacto ciertamente lo tuvo en París, donde los temas clásicos tenían un gran espacio en la pintura, y su profesor francés Bouguereau era famoso por sus composiciones sobre la Antigüedad y sus desnudos idealizados. Al ir a Italia, se sumergió en un entorno saturado de antigüedad. Naturalmente, dejó un gran número de piezas de este género, como Dáfnis e Cloé (1891), Oferenda ao deus Pã (1894) e Idílio (1908). Había un gran mercado; a una parte de la burguesía le gustaba encontrar, en estos cuadros, espejos donde poder reconocer sus propias supuestas virtudes e ideales. Pero además de alimentar ese mercado, Weingärtner realmente apreció el tema, tratándolo con poesía. Ciertas obras remiten a la mítica edad de oro, aportando atmósferas contemplativas y bucólicas, que exudan una armonía ideal entre el hombre y la naturaleza, y en cierto modo también representan una especie de escape romántico a los problemas modernos. Como dijo Angelo Guido, «para él el motivo clásico era el tranquilo abandonarse a la serena evocación de una belleza desaparecida, belleza de tiempos lejanos, en los que le parecía que la criatura humana vivía con más naturalidad y, por tanto, más cerca de las fuentes de la felicidad y la poesía».
Otras, sin embargo, como la serie de las Pompeianas, son imágenes prosaicas e historicistas que se asemejan en espíritu —si no en ambientación— a la temática de las escenas de género burguesas y urbanas. En otras, incluso, como en Ninfas surpreendidas y Caçadora de borboletas, que realzan el desnudo cuerpo femenino, supo destilar discretos toques de erotismo. En muchas obras de género en las que retrató a pastores y campesinos de su época, también se nota la influencia clasicista en sus atmósferas y escenarios bucólicos y en una representación idealizadora de los tipos humanos.

#### Retratos
Sus retratos son poco conocidos y estudiados. Las pocas apreciaciones que hay discrepan en aspectos fundamentales, aunque siempre encuentran grandes virtudes en los mejores, como los de su madre, su esposa, su hermano Inácio y el doctor Bruno Chaves. Angelo Guido consideró que demostraba una notable capacidad de concentración formal y economía de medios, prescindiendo de los detalles y la descripción de la vida interior de los sujetos para crear obras de cualidades puramente pictóricas. Neiva Bohns, por su parte, calificó a algunas como admirables por razones opuestas, encontrando en ellas obras de sensible registro emocional y meticulosa representación de los detalles.
Algunos retratos, los de la élite, se aproximan a las escenas de género, mostrando personajes en ambientes sofisticados —indicativos de su alta posición— y entretenidos en actividades de índole cultural. Un buen ejemplo es Retrato da Senhora Bruno Toledo, instalado en una sala repleta de ornamentos caros y tocando una gran arpa dorada. Varias otras piezas también pueden ser entendidas como retratos —aunque no se pueda saber la identidad del modelo— como Gueixa, Moça no jardim, Indecisa y Preparada para o baile.
Otros retratos realizados por el artista son los de Júlio de Castilhos (líder político republicano de Río Grande del Sur), Henrique d'Avila (senador del Imperio), el doctor Carlos Wallau y su hijo, el escritor Carlos Magalhães de Azeredo y el primer intendente de São Leopoldo del periodo republicano Epifânio Orlando de Paula Fogaça.

### Dibujo

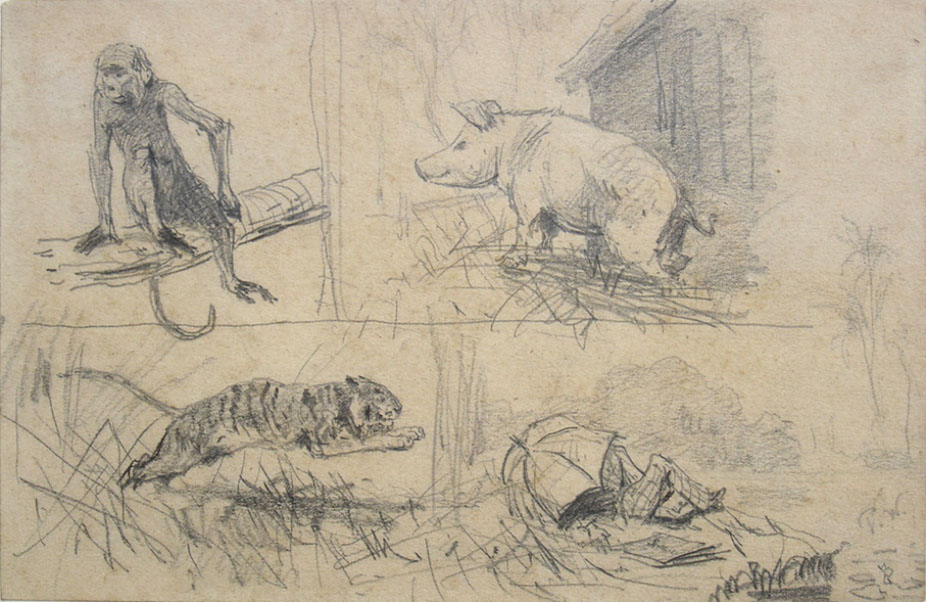
Apuntes de animales (anotación en el dibujo: zoológico). Grafito.

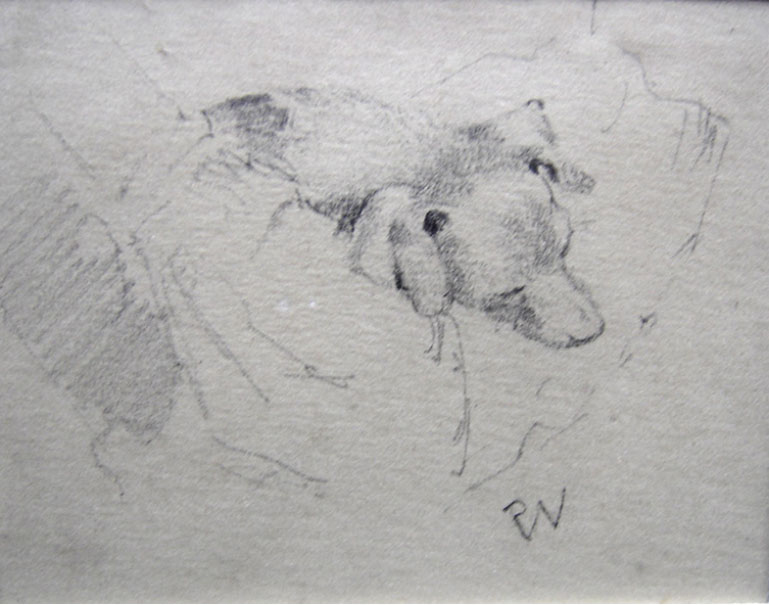
Apuntes de animales (anotación en el dibujo: perro). Grafito. 8,5 x 10 cm.

Su trabajo en el dibujo con diversos materiales (grafito, tinta, acuarela, pastel) es la parte menos conocida y menos accesible de toda su producción. Los aproximadamente sesenta dibujos —y algunos blocs de notas que ahora se conocen— probablemente sean solo una pequeña fracción de lo que produjo, pero son importantes porque dan una idea de su método de trabajo y dan fe de su dominio de la línea. La desaparición de estas obras se debe a que no estaban destinadas a la exposición ni al comercio, sino que en general eran simples estudios de anatomía o bocetos preparatorios para obras en pintura, pero algunas son, a juicio de Alfredo Nicolaiewsky, perfectas obras de arte. Como para todos los académicos, el dibujo fue fundamental en su proceso creativo, y realizó innumerables estudios y apuntes para sus composiciones definitivas, ya que existía poco lugar para la improvisación dentro de ese riguroso método. Angelo Guido lo describe así:

Por lo que se puede deducir de los distintos cuadernos que examinamos, nunca viajaba, ni siquiera daba un paseo... sin llevar su cuadernito en el que anotaba lo que le interesaba o podía servirle para una composición. Y los minuciosos dibujos, cuidados o rápidos, pero siempre revelando sorprendente destreza y la elegancia lograda por su trazo, llenaron páginas y páginas, constituyendo uno de los aspectos más interesantes de su obra, no solo por lo que nos revela de su valor como dibujante, como agudo observador y apasionado estudioso del contenido estético de las cosas, sino también por lo que documenta en relación con sus procesos de trabajo, el cuidado y honestidad con los que fue elaborada su obra de arte.
Angelo Guido.

### Grabado

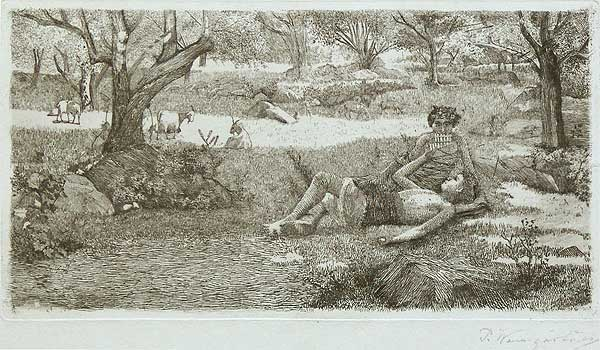
Cena antiga (1916) Grabado. 12,5 × 24,5 cm. Museo de Arte de Río Grande del Sur.

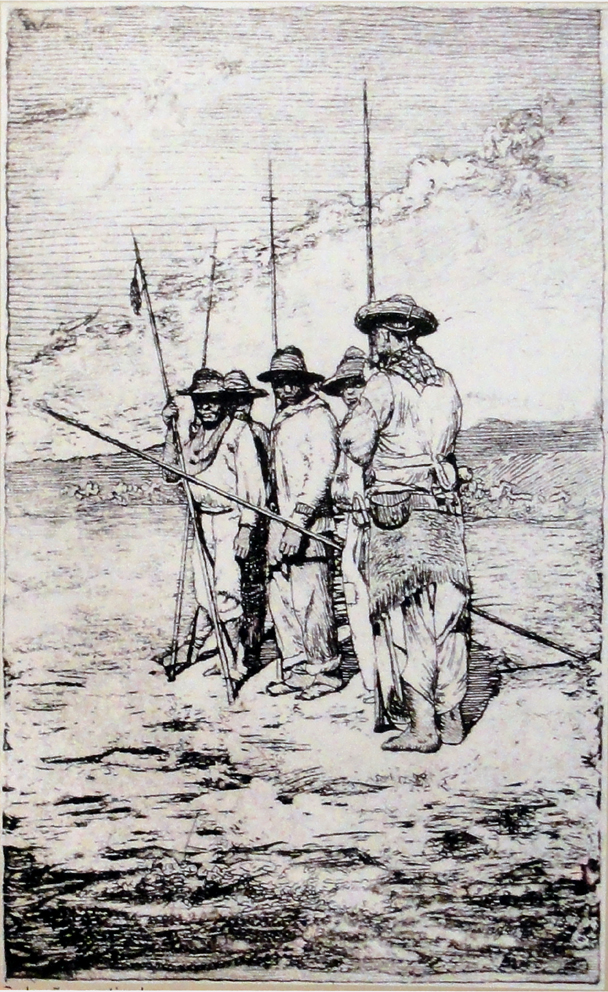
Lanceiros o Revolucionários o Farroupilhas (1918). Grabado en metal. 13,1 x 8 cm.

Paulo Gomes considera que su obra grabada no es menos importante que su obra pictórica, aunque en este campo su producción haya sido reducida, principalmente por ser uno de los precursores del grabado en metal en Brasil. Además, sus piezas son de alta calidad estética y demuestran su perfecto dominio de las técnicas de aguafuerte, las más habitual, donde predomina el diseño gráfico, y de aguatinta, menos frecuente, que permite obtener efectos pictóricos. Casi todas son monocromáticas, pero una es un monotipo a colores. La mayoría de sus grabados tienen dimensiones reducidas. No se sabe con quién aprendió a grabar; y como en Brasil aún no había equipo adecuado, fueron realizados en Italia. Su estudio se ve dificultado por la ausencia, en algunos de ellos, de marcas de tiraje, fechas, firmas y otras informaciones técnicas que hoy se encuentran estandarizadas, y es posible que se hayan realizado tiradas póstumas o clandestinas, ya que en el conjunto la calidad de impresión es desigual. Según el análisis de Anico Herskovits, aparentemente las impresiones originales son, en general, las de tinta sepia, y las impresas en negro son posteriores. Algunas son reproducciones de sus propias pinturas, costumbre común en su época y encaminadas a facilitar la difusión y el comercio de sus imágenes. Así como en sus pinturas, los grabados se caracterizan por una gran meticulosidad en el tratamiento de los detalles. Las temáticas son variadas, incluyendo paisajes, retratos, escenas gauchescas y escenas mitológicas.

En estos grabados, los personajes aparecen siempre en estado contemplativo o en perfecta integración con el medio natural. Totalmente libres de las convenciones sociales y adaptados a una naturaleza embriagadora, se sienten cómodos y sus cuerpos, a menudo desnudos, no parecen atacar los principios morales de la sociedad europea del siglo XIX, aunque pueden haber sido inquietantes para una parte de la conservadora sociedad gaucha en Rio Grande do Sul que los conoció, aún sin suficiente repertorio en lo que respecta a los temas de la cultura clásica.
Neiva Bohns. 

## Crítica
Durante la mayor parte de su madurez profesional su obra encontró un público muy receptivo y fue repetidamente elogiado como un pintor ilustre. En su primera exposición individual en Río de Janeiro, en 1888, fue aclamado como «el primer pintor brasileño», ya que «ningún compatriota nuestro ha alcanzado, con un pincel, tanta perfección en el dibujo, tanta finura en el acabado y tanta observación en el estudio». Una crónica de enero de 1894 en la Gazeta de Notícias carioca afirmaba que su obra «agrada a toda clase de personas y satisface tanto al crítico como al artista y al diletante».
En el panorama de la pintura de su estado, aun estando ausente por largos períodos, fue la figura dominante hasta poco antes de su muerte, con el pico de su influencia en la década de 1910, incluso cuando ya aparecían en escena otros nombres de valor como Oscar Boeira, Libindo Ferrás y Leopoldo Gotuzzo. Una noticia en el periódico Correio do Povo en 1900 da una buena idea del aprecio que le tenían en su tierra natal:

Al mérito indiscutible de un artista destacado, considerado por muchos como el primer pintor brasileño, Weingartner se une a la gloria de haberse hecho a sí mismo, comenzando su carrera sin la ayuda de la fortuna, sin ninguna protección ajena y confiando no más que en su propio esfuerzo, alentado por una gran fuerza de voluntad.

Raras veces recibió críticas en su vida, de las cuales merecen mencionarse los artículos publicados por el modernista Gonzaga Duque, en los que, por un lado, elogiaba su meticulosidad y exquisita técnica, pero por otro, veía en sus composiciones un carácter dispersivo y meramente acumulativo.
Cabe recordar también la polémica en la que se involucró en 1909 en torno a un lienzo encargado por el gobierno riograndense, que debía mostrar una escena gauchesca y ser instalado en la sala principal de un buque de la Marina de Brasil que sería bautizado con el nombre del estado. Titulado Rodeio, cuando fue exhibido en un escaparate de la Rua da Praia, fue masacrado por la prensa y el público, quienes consideraron poco fiel su descripción de los tipos regionales, con errores en la representación de la vestimenta y de los instrumentos del trabajo rural. Como resultado, se canceló el pedido. Este grito, cuya virulencia fue única en un currículum lleno de éxitos, sirvió, sin embargo, como dijo Neiva Bohns, para abrir una fructífera discusión en el estado sobre arte.
En la década de 1920, de hecho, el ambiente artístico nacional y estatal ya estaba siendo impregnado por la propuesta modernista, con el surgimiento de una nueva generación de pintores que comenzó a representar una seria competencia para académicos acérrimos como él. En 1923 el crítico de arte Ercole Cremona decía que los muchos adjetivos que se le dirigían no eran gratuitos en absoluto; pero era sintomático del nuevo estado de cosas que su última exposición en Porto Alegre, en 1925, a pesar de haber sido recibida con entusiasmo por la prensa, tuvo un público inexpresivo, se cerró antes de la fecha prevista y fue un fracaso en ventas. Por estas razones, poco después de su muerte su obra cayó en la oscuridad. También contribuyó a la pérdida de su memoria que no hubiera fundado una escuela artística en la provincia, ni haber aceptado alumnos, y haber sido descendiente de alemanes en un momento en que Brasil estaba inmerso en un proyecto nacionalista y xenófobo.
Después de varios artículos escritos por Olinto de Oliveira —aún en vida del artista—, no fue hasta 1956 que fue objeto de un estudio sistemático, llevado a cabo por el influyente crítico y profesor Angelo Guido, que dio como resultado un libro, Pedro Weingärtner, que continúa siendo la referencia básica sobre él. Athos Damasceno presentó un ensayo en 1971, en gran parte basado en Guido, incluido en su libro Artes Plásticas en Rio Grande do Sul. Su reputación en la década de 1980 entre los principales críticos del centro del país no era muy halagadora: el artista y crítico de arte Quirino Campofiorito lo consideró excesivamente apegado al detalle, produciendo obras «en las que las minucias parecen responder por todo el motivo de la pintura», pero también alabó su limpia paleta y su ágil pincelada, afirmando que «no pocos de sus cuadros, aunque afectados por esta sobrecarga de minucias, revelan al pintor sensible y técnicamente seguro, pero rigurosamente disciplinado para el registro estrictamente visual. Es, esencialmente, un pintor naturalista». El crítico de arte José Roberto Teixeira Leite, en definitiva, repitió lo que ya había dicho Gonzaga Duque:

Pedro Weingartner nada tiene de un precursor de las nuevas tendencias, que no sintió, o sintió desde muy lejos. (...) Fue sin duda, como lo llamó Gonzaga Duque, un paciente y meticuloso miniaturista de figurillas liliputienses y de paisajes microscópicos; pero también tuvo emoción, aunque obstaculizada por una sensibilidad que, huyendo deliberadamente del mundo y del tiempo en que vivía, encontró refugio en el ambiente ideal de una perdida belleza.

Nuevos estudios tuvieron que esperar hasta finales del siglo XX para aparecer, siendo realizados principalmente por un grupo de investigadores de Río Grande del Sur, entre ellos Paulo Gomes, Alfredo Nicolaiewsky, Círio Simon, Maria Lúcia Kern, Ana Albani de Carvalho, Susana Gastal y Neiva Bohns, haciendo lecturas sobre aspectos de su obra y sacando a la luz nueva información. Quizás no sea de extrañar que estos estudios se deban a los propios riograndenses, considerando que la mayoría de los investigadores del arte académico brasileño trabajan en el centro del país e históricamente se han concentrado casi solo en lo producido en el eje Río de Janeiro-São Paulo, dejando a las demás regiones en la sombra y aplicando el término «regionalismos» como un rótulo peyorativo, pero como recordó Amélia Siegel Corrêa, en una tesis defendida en la Universidad de São Paulo, "estudios recientes han demostrado cada vez más la relevancia artística y social de estas producciones , como es el caso de Weingärtner, cuya obra ha sido reexaminada y revaluada ".
Para los críticos riograndenses, sin embargo, vuelve a tener unanimidad, volviendo a ocupar el puesto del más insigne pintor de la escuela académica, nativo del estado, visto como un personaje decisivo para la maduración del arte local, hasta entonces practicado en general de manera amateur; pero incluso aunque su biografía sea conocida en términos generales, los detalles a menudo están ausentes o son imprecisos y contradictorios, y están a la espera de estudios más exhaustivos y esclarecedores. Esta investigación se ve obstaculizada por los propios hábitos del pintor, como ya advertía Guido en 1956: 

De las fotografías guardadas de sus cuadros, Weingärtner nunca escribió el título, nunca tomó nota de las personas, museos o asociaciones a los que vendió muchas de sus obras, cuyo destino se desconoce. El trabajo para elaborar una lista, aunque incompleta, de las obras pintadas por Weingärtner fue enorme.

 El inventario que hizo enumeró 196 pinturas y quince grabados, pero Athos Damasceno dio otra lista. Paulo Gomes analizó ambas y concluyó que 

el intento de comparar las dos listas (...) da como resultado un embrollo increíble por la discrepancia en los datos, especialmente los títulos, además de la ausencia de medidas y descripción de los temas, impidiendo así una lista definitiva.

 Su correspondencia se perdió en su mayor parte. Angelo Guido tuvo la suerte de poder consultar muchos documentos originales que estaban en posesión del médico del pintor, pero que más tarde también se perdieron. De su pensamiento artístico, su visión del mundo, casi no quedan registros, y su vida privada sigue siendo una completa incógnita. Aún son necesarias muchas investigaciones para que su trayectoria y contribución sean correctamente comprendidas y apreciadas. Como señaló Paulo Gomes, «creemos que la certeza de la importancia de su obra creó un aura impenetrable de consagración y también de silencio». Sus pinturas son parte de colecciones privadas y del acervo de muchos museos importantes; una vez más son muy valoradas en el mercado local e incluso en los centros más grandes del país, pero su trabajo en grabado y dibujo está en gran parte disperso y rara vez es recordado.
Incluso en medio de todas las dificultades, los esfuerzos para su recuperación han conseguido importantes logros. Se le han dedicado varios ensayos centrados en el mundo artístico brasileño entre los siglos XIX y principios del XX; su obra ya ha salido parcialmente a la luz en dos exposiciones, ambas en Porto Alegre: A obra gravada de Pedro Weingärtner y Pedro Weingärtner: obra gráfica, y en 2009-2010 fue organizada su mayor retrospectiva, titulada Pedro Weingärtner: um artista entre o velho e o novo mundo, con unas 150 obras en diversas técnicas de colecciones públicas y privadas, que fueron expuestas en la Pinacoteca del Estado de São Paulo, el Museo Nacional de Bellas Artes y el Museo de Arte de Río Grande del Sur, con gran repercusión nacional. De hecho, más que haber sido una bella exposición, supuso un gran impulso a la investigación sobre el artista, aún tan desconocido, movilizando a un pequeño batallón de historiadores, críticos de arte, instituciones, galerías y coleccionistas en un esfuerzo conjunto. Maria Hirszman, crítica de arte y periodista de O Estado de S. Paulo, dijo que la retrospectiva fue la corrección de una injusticia histórica, y fue considerada una de las exposiciones más importantes del año por el reconocido crítico Tadeu Chiarelli, en un artículo para Folha de S. Paulo. Ruth Tarasantchi, quien concibió e hizo la curaduría en general de la retrospectiva, dijo que los tres grandes museos involucrados dieron total apoyo al proyecto, reconociendo a Weingärtner como un gran maestro merecedor de la mayor atención. La curadora también reconoció el valor de la biografía pionera de Angelo Guido y dijo que las investigaciones recientes han confirmado la información que transmitió. Las tres exposiciones produjeron catálogos con textos críticos. Alfredo Nicolaiewsky sintetizó su estado del arte: 

Aun cuando el relevamiento de su obra no está completo, ya es posible tener una buena visión del conjunto. A partir de este material podemos comenzar a estudiar cuestiones internas de la obra, aspectos que solo ahora se hicieron visibles.

 Paulo Gomes también está desarrollando una investigación para elaborar el primer inventario sistemático de su obra pictórica y grabada.
Al tratarse de un proceso de rescate reciente, el público en general aún lo desconoce y aún no ha recibido la atención de críticos brasileños a mayor escala. Para muchos estudiosos es un artista menor, como informó Círio Simon: 

El siglo XXI, que se cree por encima del rayo y el trueno, ciertamente puede ignorar la obra de Pedro Weingärtner o, a lo sumo, clavarle un alfiler en la espalda e incluirlo en la colección de los 'pequeños maestros'.

 A pesar de haber sido considerado, en vida, uno de los pintores más importantes de Brasil y haber sido el primer artista de Río Grande del Sur en hacerse un nombre en el extranjero. Para Neiva Bohns, 

lamentablemente, la historia de este artista, como la de muchos otros que no se adhirieron a los procedimientos modernistas, quedó estigmatizada por una clasificación en la que todo lo referente al academicismo parece recordar conformismo, subordinación a estándares extranjeros y espíritu conservador.